# 歇洛克·福尔摩斯
歇洛克·福爾摩斯（/ˈʃɜːrlɒk ˈhoʊmz/），或譯為夏洛克·福爾摩斯，是一个由19世纪末的英国侦探小说家亞瑟·柯南·道爾所塑造的《福爾摩斯探案》小说人物。福爾摩斯自稱是一名“諮詢偵探”，也就是说当其他私人或官方侦探遇到困难时常向他求救。故事透露福尔摩斯经常能够足不出户就可以解决很多疑难问题，但是大部分故事都集中讲述一些比较困难、需要福尔摩斯出门调查的案子。福尔摩斯善于透过观察与演绎法和司法科学来解决问题。
柯南·道爾一共寫了4篇長篇、56篇短篇的《福爾摩斯探案》系列小說。最早的兩篇分別是1887年畢頓聖誕年刊的《血字的研究》，以及1890年理本科特月刊登出的《四签名》。而1891年開始在斯特兰德杂志上的一系列短篇小說連載，使福爾摩斯的知名度爆炸性增长。期間连载曾經中斷过，直到1927年，柯南·道爾才再寫出續集。故事的發生年代大約集中在1875－1907年，而最後一案是在1914年发生的。
在柯南道尔的60篇作品中，56篇都是以福爾摩斯的朋友及傳記作家約翰·H·華生医生的角度敘述。只有兩篇是由福爾摩斯親自敘述，兩篇是由第三人稱角度撰寫。

## 角色创作灵感

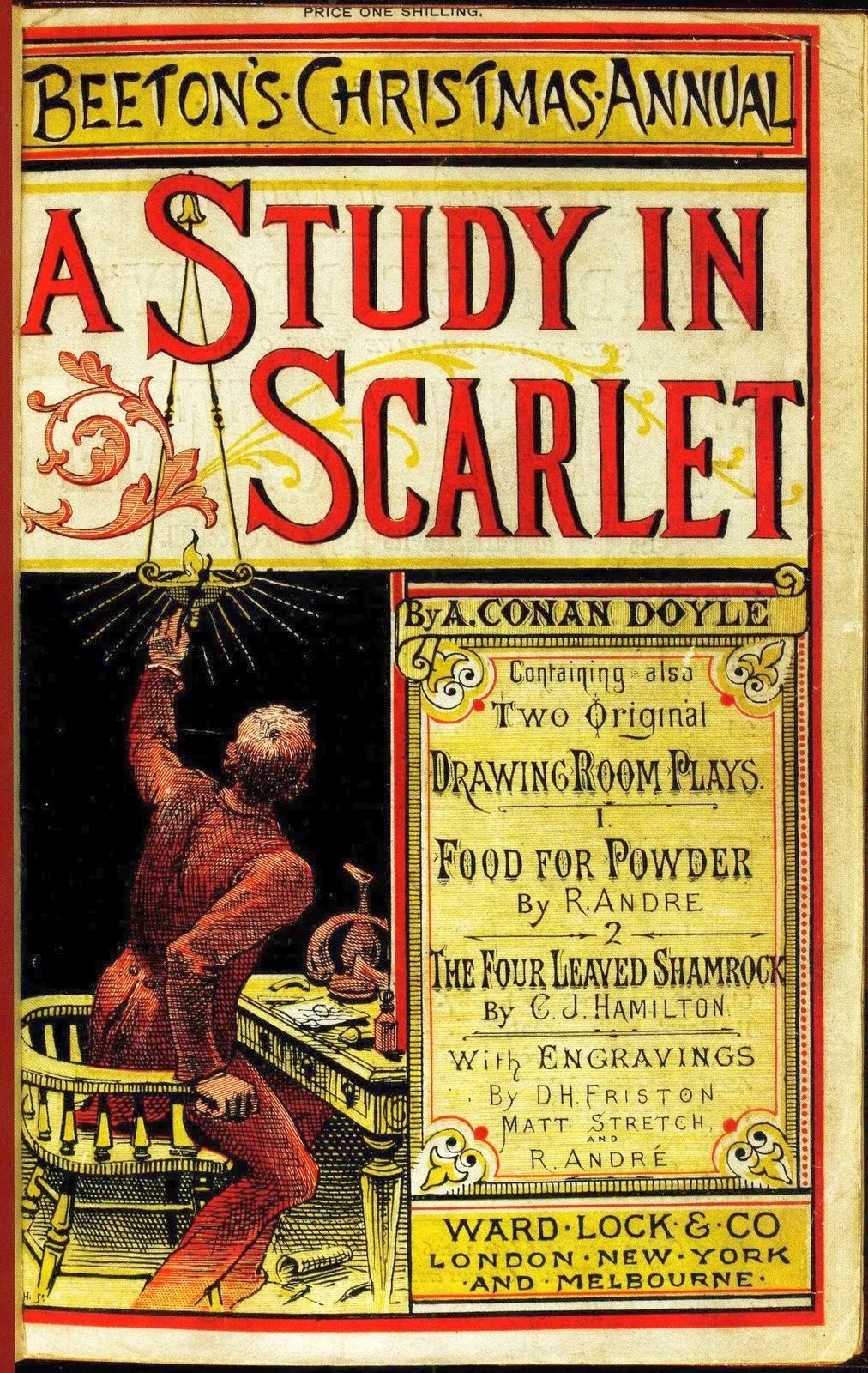
1887，福爾摩斯在《血字的研究》初次登場

作者亞瑟·柯南·道爾表示，他寫作福爾摩斯系列小說的靈感，是來自他在愛丁堡皇家醫院當見習醫師時的指導老師約瑟夫·貝爾醫師。此人和福爾摩斯一樣，向來喜歡從看來毫不相關的細微觀察導出驚人的結論。然而，很多年后，贝尔在给柯南·道尔的信中写道：“你自己就是歇洛克·福尔摩斯，你太了解他了。”。亨利·小约翰爵士曾在皇家外科医学院（愛丁堡大學醫學院）教授法医学、法醫物證學和公共医学，也被认为是福尔摩斯灵感的一个来源。小约翰曾在爱丁堡任警医官，为道尔提供了医学调查和犯罪侦破的关联。
柯南道尔在未正式替福爾摩斯命名之前所给小说中的名侦探取名為《福爾摩斯偽傳記》則改寫為福爾摩斯家的長子。

## 生平

### 早期生活
在冒险之外，华生医生对歇洛克·福尔摩斯的生平直言甚少。不过作者的設定中，可以根據他的早年人生一和大家族的只言片语中找尋，很多都为警探人生的描绘提供了基础。
根据故事《福爾摩斯檔案簿》可以推断福尔摩斯出生于1854年；故事发生在1914年8月，而当时他被描述为约60岁左右。称日期是1月6日。
福尔摩斯称他还是大學生的时候第一次試著使用演绎法解決刑事問題。他在侦破最早的案件时，自己还是在校就读的业余侦探。根据1894年《榮蘇號》表述，他称自己偶遇同学的一位父亲，使得他走向了侦探之路，并在毕业后6年中从事咨询侦探，尔后因囊中羞涩而与华生成为室友，即故事叙述的开始。
从1881年起，福尔摩斯被描述为一直住在英國伦敦贝克街221B号，并在此做着自己的咨询侦探生意。在文章中，221B号有17级台阶。直到华生医生来到时，福尔摩斯一直独自工作，有时雇佣城中底层社会中的人来完成任务，包括被他称作是“贝克街游擊队”的线人、以及一群街头孩子。“贝克街游擊队”出现在《血字的研究》、《駝背人》当中。
他還有個年長7岁的兄长迈克罗夫特·福尔摩斯（Mycroft Holmes），身為一名大英帝國的政府官員，他曾经在3个案件中出现：、《最后一案》以及。《空屋》中也提到了他。一開始歇洛克·福尔摩斯尚未完全信任華生醫生，因此只敷衍的表示迈克罗夫特是小公務員，事後才表明迈克罗夫特是英国政府的重要智囊，甚至曾稱「他就是英國政府」，顯見迈克罗夫特的重要程度之高，但也有說法是迈克罗夫特是憑藉他的踏實和才幹逐漸高升的。福尔摩斯的家庭背景小说没有详悉提到，但是《希腊译员》曾透露他是一个乡绅的后代，祖母是法国画家烏哈斯·乃美的姐妹。

### 与华生结伴
福尔摩斯的职业生涯大半是和他的挚友和传记者华生医生一道度过的，故事也是以華生的角度所述，柯南特殊的寫作方式使作品更像一部紀錄片；华生医生在1887年结婚以前，以及妻子去世后与福尔摩斯同住。他们的居所是由房东哈德逊夫人打理的。
在福尔摩斯那里华生扮演着两个角色。首先他为案件调查提供帮助；他是侦探的得力助手，包括做了望人、诱饵、助手和信使。第二，他是福尔摩斯的传记作家。故事的绝大部分是从华生的视角来叙述的，是他们精彩绝伦的侦探活动的总结。福尔摩斯常常批判华生的文字过于感性、哗众取宠，认为它们不够精确、客观，不够“科学”。
侦探术一或者说应该是一门精确的科学，人们应该用同样冷静而并非感性的方法对它进行研究。你为它渲染上了一层传奇色彩，结果就像是在几何定理当中掺杂了恋爱传奇一样...有的事实可以省略，或者说要把重点显示出来。这个案子里唯一值得一提的，就是我如何从事实的结果当中找到原因，再经过周密的分析与推断从而破解此案的过程。——福尔摩斯就华生“小册子”的发言，《四签名》
不管怎样，福尔摩斯与华生的友谊是他最重要的关系。在许多故事中，福尔摩斯对华生的好感，尽管常常隐藏在他冷酷、智慧的外表之后，显露了出来。例如，在中，华生在与歹徒搏斗中受伤；虽然子弹造成的伤口是“表面的”，但这令华生大为感慨：
当我明白在这表面冰冷冷的面孔后藏着多么深的忠诚和友爱时，我觉得受一次伤，甚至受多次伤也是值得的。他那明亮而坚强的眼睛有些湿润了，那坚定的嘴唇有些颤抖。这是仅有的一次机会，使我看见他在伟大的头脑之外也有一颗伟大的心灵。我这么多年微小而忠心的服务，得到这一点感触我心足矣。——
在中，据说福尔摩斯从业了23年，华生陪伴了其中的17年。

### 莱辛巴赫瀑布之“死”

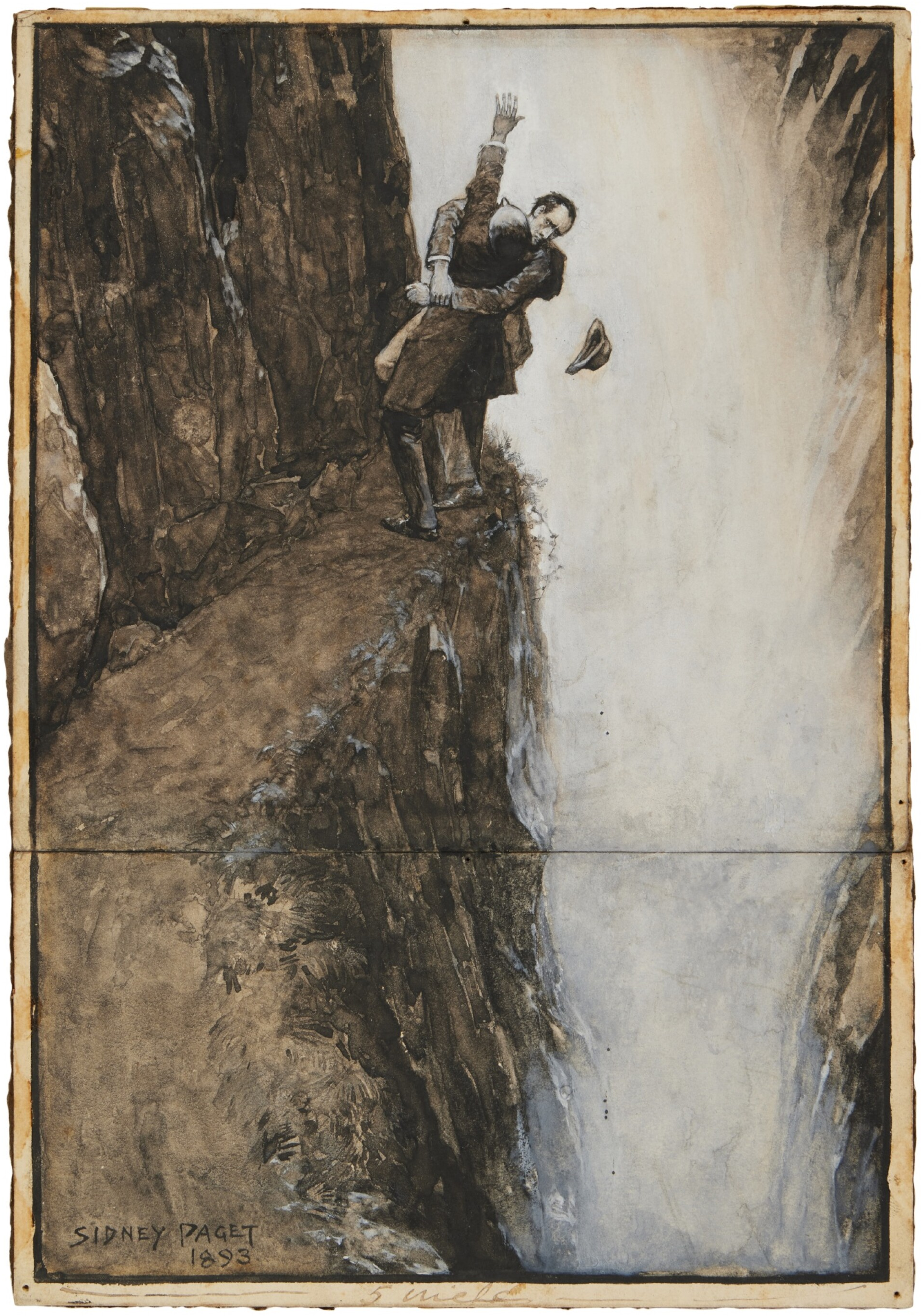
福尔摩斯与莫里亚蒂决斗后落入莱辛巴赫瀑布，西德尼·佩吉特（Sidney Paget）

在前10年间，柯南·道尔写了故事的第一部分。由于想要花更多的时间去写自己的历史小说，道尔安排福尔摩斯在《最后一案》毙命。1891年11月，道尔在一封給母親的信中寫道：「我考慮殺掉福爾摩斯......把他幹掉，一了百了。他佔據了我太多的時間。」1893年12月，道尔在《最后一案》中让福尔摩斯和莫里亚蒂教授一同跌入深渊，以结束福尔摩斯的故事，但是该篇故事发表后引起读者的强烈不满，纷纷要求作者让福尔摩斯“起死回生”。许多读者写投诉信给斯特兰德杂志编辑部和柯南道尔，斯特兰德杂志还损失了20000订阅量，几经濒临倒闭。柯南道尔自己也收到了许多愤怒的投诉，一位女士甚至在给他写信时以“你这个畜生”开头；福尔摩斯当时的影响力可见一斑。柯南道尔因此承受了8年之久的公众压力，随后写了《巴斯克維爾的獵犬》；故事出现在1901年，暗指这是在福尔摩斯“假死”之後，“去世”之前。1903年，柯南·道尔写了《空屋》，将背景时间设立在1894年，福尔摩斯在此出现，对惊讶不已的华生称自己在《最后一案》中不过是装死，用来骗过敌人而已。《空屋》标志了故事第二部分的开始，柯南·道尔又继续写故事，直到1927年为止。
福尔摩斯狂徒（aficionados）把在1891-1894年，即《最后一案》的消失到《空屋》的归来称为“大间断”。之后的故事虽然自称发生在1892年，但被解释为柯南·道尔所出的错误。

### 退休
在1917年出版的故事《最後致意》当中，福尔摩斯隐居到了的小农场上。移居的時刻作者没有给出精确的时间，但是可以推测是早于1904年，因为它引述了，就是1903年前出版发行的。在此，他开始有了养蜂的习惯，成为了他的主业，后来出版了《养蜂实用手册，兼论隔离蜂王的研究》。小说也描述了福尔摩斯和华生最后出山，極力參與第一次世界大战救援工作。另一歷險故事《獅鬃毛》（由福尔摩斯叙述），发生在他退休的时候。故事中，有關他去世的细节没有给出。

## 福爾摩斯的助手

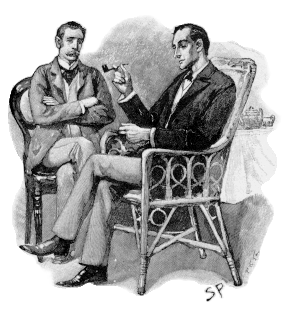
福尔摩斯（右）与华生医生，Sidney Paget 绘画。

在很多故事中，福尔摩斯有一个助手，约翰·华生医生，他會習慣性地記錄案件，實際上，華生正是作者柯南·道爾的投影，柯南也是受過醫學訓練的人。华生在结婚前一直与福尔摩斯合租伦敦贝克街221B号的房子，而华生结婚后福尔摩斯一个人住在那裡。华生不仅是福尔摩斯的助手，还是福尔摩斯破案过程的记录者，几乎所有的福尔摩斯故事都是由华生叙述的，不过福尔摩斯经常批评华生以小说的手法描写破案过程，而不是客观科学地呈现事实。
在三个故事中，福尔摩斯雇佣了一群街头孩子帮助搜集情报，他们被称为“侦缉队贝克街分队”。
在巴斯克维尔的猎犬中，福尔摩斯曾雇用一个叫卡特莱特的少年为他送每天的必备品。
到了福爾摩斯的後期，他聘了畢利為他的助手。

## 习惯与性格

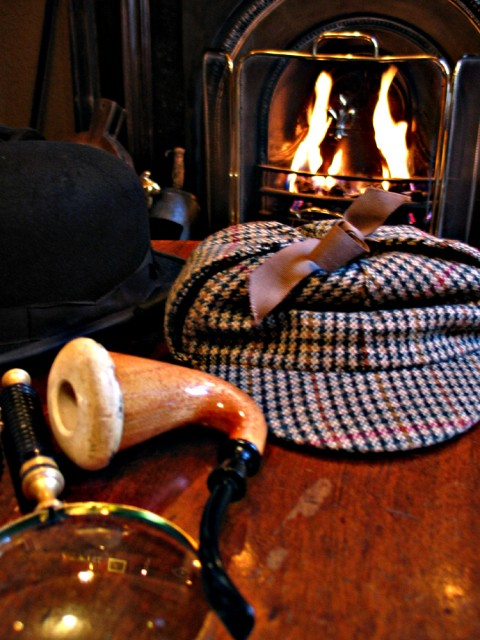
福尔摩斯標誌性的烟斗和帽子

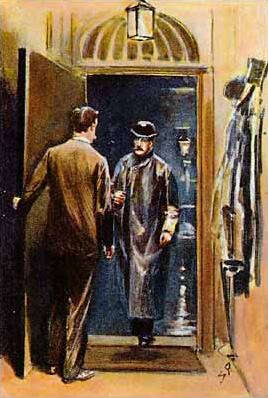
《金邊夾鼻眼鏡》插图

华生称福尔摩斯在习惯和生活作风上“玩世不恭”。虽然在《巴斯克維爾的獵犬》中，福尔摩斯被描述为“猫一样”的爱干净，但华生依然称福尔摩斯不拘小節，无视当下的仪容准则。在《墨氏家族的成人禮》（或譯馬斯格雷夫儀禮）当中，华生称福尔摩斯是：
虽然他的思想方法敏锐过人，有条有理，着装朴素而整洁... [他]把烟卷放在煤斗里，把烟叶放在波斯拖鞋顶部，而一些尚未答复的信件却被他用一把大折刀插在木制壁炉台正中...他最不喜欢销毁文件...这样月复一月，他的文件越积越多，屋里每个角落都堆放着一捆捆的手稿，他决不肯烧毁，而且除了他本人外，谁也不准把它们挪动一寸。

这些文件对于他人来说简直是个垃圾堆，但对于福尔摩斯来说却是极有价值的信息。在故事中，福尔摩斯会翻找各种杂乱的文献和文物，从中找到他所想要的档案。
华生常常注意到福尔摩斯非同寻常的进食习惯。侦探虽然探案中有时会胃口大好，但也常常被描述为废寝忘食，例如在《諾伍德的建築師》当中，华生称：
福尔摩斯自己却没有吃早饭。他在比较紧张的时候就不让自己吃东西，这是他的一个特性。我曾见过他滥用自己的体力，直到由于营养不足而晕倒。
华生不认为福尔摩斯抽烟的习惯是个恶习。但是，很明显华生对此更加自律，有时斥责福尔摩斯吞云吐雾，将屋子布满“毒气”。福尔摩斯自己则在《魔鬼之足》当中引述了华生的节制，称“华生，我想我要继续研究你经常指责而且指责得很正确的烟草中毒了”。
福尔摩斯在为客户效力时可能会曲解事实、或打破常规，当华生认为行为正当时，就没有过多指责（例如，对警方撒谎、隐藏证据、破门而入）。然而，华生没有宽容福尔摩斯玩弄无辜人士的行为，例如在《米爾沃頓》当中，福尔摩斯为了拯救其他高贵的女士脱离恶棍米爾沃頓而玩弄年轻女仆的心时，华生对此表示不满。
在一系列故事当中，福尔摩斯被描绘为爱国者，帮助政府处理一系列事关国家安全的任务。他在《最後致意》当中担任反间谍任务，故事的背景是一战开始时。在射击训练时，侦探还会用手枪在贝克街的墙上打出"VR"的字样（维多利亚的统御 Victoria Regina）。
福尔摩斯他担君之忧，为求助于他的受到不公正待遇的人摩顶放踵。他不寻求名望，允许警方拿自己的成绩占为己有。虽然面对官方同行有时会自负，甚至于贬低对方的智力，但永远情形占理，要不就是为了更好为别人解决问题，急他人之急，要不就是基于他对自己和他人能力及局限的准确评判。他和警方总体来说还是融洽的合作关系。直到当华生出版了自己的故事时，福尔摩斯的作用才水落石出。由于媒体报道和华生的故事，福尔摩斯变得出名，以至于许多人跳过警方，慕名而来。这甚至包括政府官员和皇室。首相和波西米亚国王自己曾到访福尔摩斯，请求他的协助。法国政府授予他荣誉勋章，表彰他破案的努力。斯堪的纳维亚国王也是他的顾客。福尔摩斯还曾经两次帮助过梵蒂冈。
当因技术高明而受到表扬时，福尔摩斯会感到开心,尽管他会尽力不显现出来。在《狮鬃探案》，也是少见的由福尔摩斯亲笔记录的探险之一，案子了结时，警官大加赞扬了福尔摩斯，他却“只好摇了摇头”，因为他认为“接受别人的赞扬就是降低自己的标准”。
福尔摩斯在工作中冷静，不动感情。但当取得突破的时候，福尔摩斯会和常人一样变得激动。福尔摩斯是位出众的剑客，棍术运动者，拳击手，会设置精密的陷阱来捕获嫌犯，但在真相大白之前有时会向华生或伦敦警察隐瞒案情。
福尔摩斯有着交友的需求，虽对结交朋友并不在意，但他一旦交了朋友就会很珍重他们的友谊，他与华生之间的友谊就是其中一例。他将自己的孤僻归结为独特的兴趣和沉闷的心情。在《“格洛里亞斯科特”號三桅帆船》，他告诉华生自己在大学中的两年只交了一个朋友，即维克多·特雷弗。福尔摩斯说：“我本来不善交友，华生，总喜欢一个人愁眉苦脸地呆在房里，训练自己的思想方法，所以极少与同龄人交往...而那时我的学习方法与别人也截然不同。因此，我们根本没有往来的必要。”《血字的研究》中对他的描述是相似的。

### 药物使用

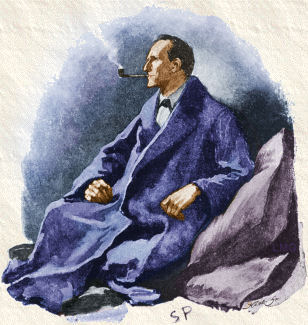
1891年西德尼·佩吉特為岸濱月刊的短篇故事《歪唇男人》所绘的福尔摩斯畫像

福尔摩斯有时使用致瘾性药物，特别是在侦破乏味无趣的案件过程中尤是。他认为使用可卡因与吗啡会兴奋大脑。他常常使用可卡因，用个人注射器为自己打入7%的溶液，并将注射器保留在摩洛哥皮甲盒中。福尔摩斯也会使用吗啡，但反对去鸦片烟馆。在那个时代这些药物的使用是合法的。华生和福尔摩斯俩人都抽烟，包括香烟、雪茄、烟斗，这些在当时颇为流行。福尔摩斯对检查烟灰残余物十分在行，并在此问题上有过专著。
华生医生强烈反对福尔摩斯使用可卡因的习惯，认为这是他的“唯一的恶习”，并认为这对福尔摩斯的精神健康有害。在《失蹤的中衛》中，华生称让福尔摩斯“戒毒”。但是，即便如此，福尔摩斯的瘾依然存在，“不是死了，而是睡了。”

### 财务
虽然在起初，福尔摩斯需要华生的帮助，与他合租在贝克街221B号。在《垂死的偵探》中，华生称当福尔摩斯独居时，“毫无疑问，我和福尔摩斯在一起住的那几年，他所付的租金足可以购买这座住宅了。”，暗示他的收入颇丰，但详细数目不清。在《波希米亚丑闻》当中，他获得了令人惊异的1,000英镑预付款，即“出场费”。在《雷神橋之謎》当中，他称：“我的业务报酬有固定数额。我绝不加以变更，除了有时免费。”。
在某些文章当中，客户会将他的费用翻倍；然而，富有的客户很可能会支付超出标准的费用。例如，在《最後一案》当中，福尔摩斯称为法国政府和斯堪的纳维亚皇室效力令他获得巨额收入，足以让他提前退休。在《黑彼得》当中，华生注意到如果权贵的案件提不起福尔摩斯的兴趣的话，他是不会效力的，但他也可能会为出身卑贱的人劳苦多日。《身分案》中，福尔摩斯告诉华生，在《波希米亚丑闻》之后，他受到来自波西米亚王的金制鼻烟壶和荷兰皇室名贵的戒指；在中，福尔摩斯从维多利亚女王那里获得了一枚绿宝石领带别针。其它纪念品包括来自艾琳·艾德勒的金製纪念品，来自法国总统的签名感谢信和追踪杀手所获得的荣誉勋章。在《修道院公學》当中，当公爵递给福尔摩斯6,000英镑时，福尔摩斯高兴地擦着双手，然后轻轻拍了支票，说“我是个穷人”，这可以解释为他挖苦般的幽默感。诚然，在他的职业生涯当中，福尔摩斯曾经为王室、政府、权贵、企业家效力，他也为穷苦的当铺老板和女家教出过力。
虽然他本人声称收费有固定数额，在实际案件中，就算刨除经常考虑到具体情况，因为同情免除酬金的情况，福尔摩斯的收费也是没有固定标准的。在《斑點帶子案》（或譯花斑帶探案）中，他称史东纳小姐可以支付任意费用。但对于富有的人，他有时会收取高昂的金额，在《紅髮會》中要求银行支付案件费用。在《綠玉皇冠案》中，福尔摩斯的顾客是位富有的银行家，并为他追回被盗的宝石支付巨额款项。在《修院學校探案》中，福尔摩斯获得了6000镑的费用。

### 与艾琳·艾德勒的关系
艾琳·艾德勒（Irene Adler）是一位退休的歌剧歌手、演员，出现在《波希米亚丑闻》当中。她是系列故事中最具个性的女性角色之一，虽然只有一次登场。
在故事发生的5年前，艾德勒是华沙帝国剧院的首席女歌手，与威廉·冯·奥姆斯坦大公（德語：Wilhelm Gottsreich Sigismond von Ormstein，虛構人物）有过短期关系，后者成为波西米亚国王。威廉与斯堪的纳维亚公主结好，心恐自己与艾德勒的关系被揭发，想要找回之前的情书和合影照片。冯·奥姆斯坦找到福尔摩斯，希望他能给予帮助，但艾德勒巧妙地躲开了，并给国王留下了自己的照片，并在留言中向福尔摩斯保证国王不必为此担心，照片会被她永久保留，作为防身的把柄。 
故事中，福尔摩斯对艾德勒评价甚高：
歇洛克·福尔摩斯始终称呼她为那位女人。我很少听见他提到她时用过别的称呼。在他的心目中，她才貌超群，其他女人无不黯然失色。这倒并不是说他对艾琳·艾德勒有什么近乎爱情的感情...然而只有一个女人，而这个女人就是已故的艾琳·艾德勒，还在他那模糊的成问题的记忆之中。
这段“记忆”是以她照片的形式而存在的，被国王保存着。尔后，福尔摩斯要回了那张照片，作为自己的报酬。

### 与其他女性的关系

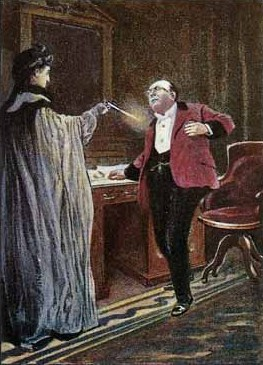
《米爾沃頓》中西德尼·佩吉特所绘的插图。

在《米爾沃頓》当中，福尔摩斯订了婚，但不过是为了获取案件的信息而已。虽然福尔摩斯对一些女性客户示好，但华生称“当案件完成后，他就对她们失去了兴趣。”福尔摩斯认为她们年轻、美貌、活力四射，与浪漫感情不同。这些故事展示了福尔摩斯富有魅力。华生称福尔摩斯“不喜欢女人”但“善于奉承她们”。福尔摩斯称“我不是一心一意地追求女性”；事实上，他认为“女人的动机...实在是莫名其妙...你怎么能在这种流沙上建立什么呢？她们最小的举动意义重大...她们最出格的行径是依据一个发夹。”
正如道尔对约瑟夫·贝尔打趣道：“福尔摩斯和巴贝计算机一样，绝不会坠入爱河。”对于陪伴女性来说，令他唯一感兴趣的是其中的悬疑。在《四签名》中，华生称福尔摩斯是个“机器人、计算器”，福尔摩斯则自称“不要让一个人的特质影响你的判断能力，这是最重要的。一个委托人，对于我仅仅是一个单位——问题裡的一个因素。感情作用会影响清醒的理智。一个我一生所见的最美丽的女人，曾经为了获取保险赔款而毒杀了三个小孩，结果被判绞刑”。这使得福尔摩斯对女性群体、特别是他的顾客失去兴趣，华生则称“有时你一点人性也没有”。华生在《垂死的侦探》中写到哈德逊夫人对福尔摩斯有种好感，虽然后者是个古怪的房客，这是因为他“对待女性特别的绅士、礼貌”。在《四签名》中，福尔摩斯对华生称“不要告诉她们太多，即使是最好的女人，也絕不能完全信赖她们。”华生注意到福尔摩斯不喜欢、不信任她们，尽管如此，他依然是位“富有骑士风度的对手。”

### 宿敵
在柯南·道尔笔下，福尔摩斯的宿敵是莫里亚蒂教授（Professor Moriarty，“犯罪界的拿破仑”），在空屋中道尔声称他名称是“詹姆斯”，然而《最后一案》中写明，这是莫里亚蒂教授的弟弟，莫里亚蒂上校的名字，对此，福学研究者提出不同假设。在威廉姆·吉列特(William Gillette）的舞台剧中，他被赋予“阿爾伯特”的名称，这也影响到一些福尔摩斯改编，比如阿瑟·万特纳(Arthur Wontner）的系列电影。在《恐怖谷》中侧面描绘出教授诲人不倦的知识分子以及背后冷血精明的犯罪首脑的双重形象。莫里亚蒂教授最后在莱辛巴赫瀑布（Reichenbach Falls）与福尔摩斯決鬥时跌入深渊。
道尔在1903年發表《空屋》，故事中说明只有莫里亚蒂教授跌入深渊，福尔摩斯得以逃生，但他躲了起来，让其他人以为他死了，这样他就可以更容易地追捕莫里亚蒂教授的余党。值得注意的是，莫里亚蒂教授几乎从未直接在故事中出现，有关莫里亚蒂教授的故事绝大部分是福尔摩斯转述的。

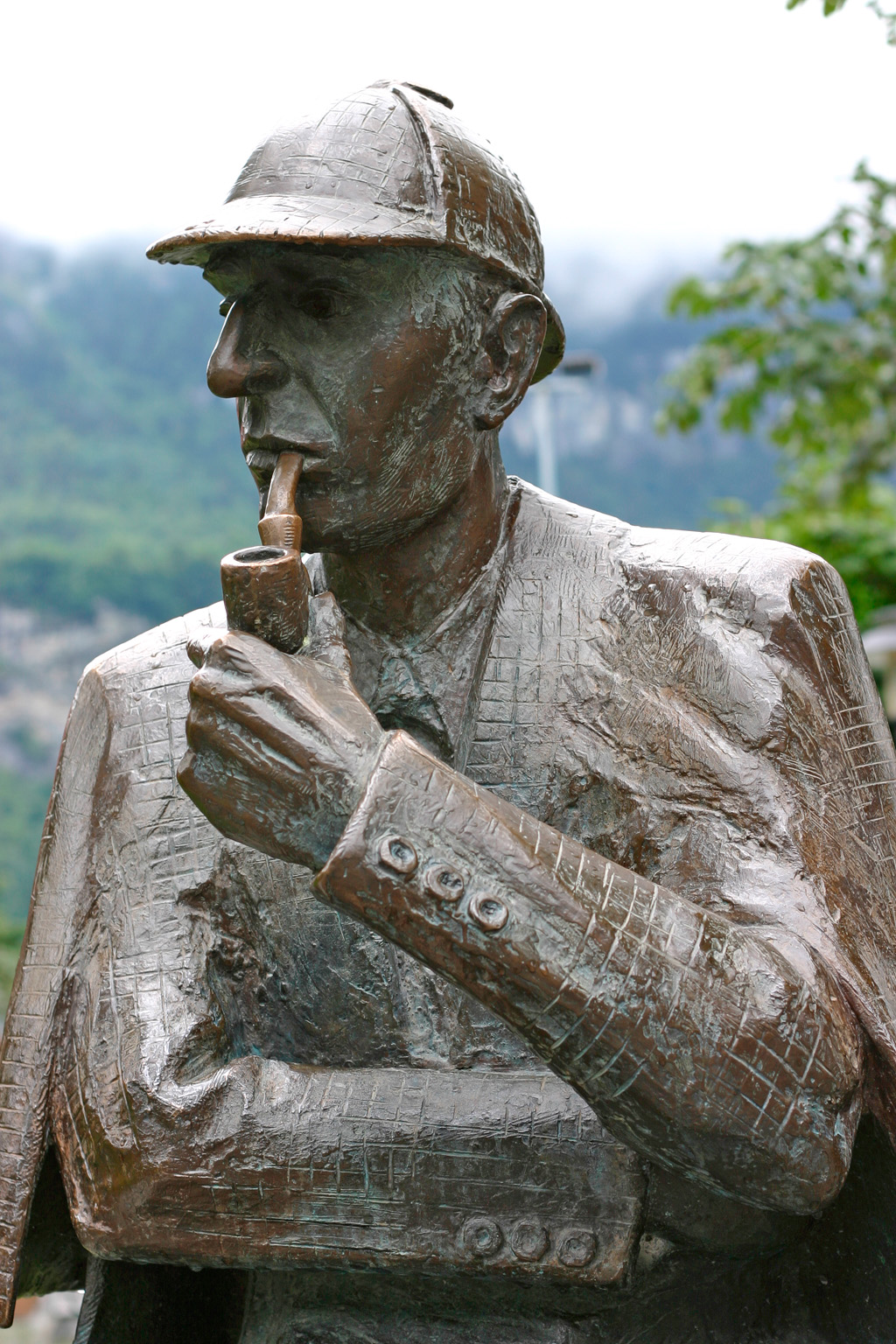
福尔摩斯雕像

法国作家莫里斯·盧布朗曾於《Arsene Lupin contre Herlock Sholmès》（台灣東方出版社和小知堂皆譯為怪盜與名偵探）中寫到亞森·羅蘋與一位叫做「Herlock Sholmès」的偵探對決。在一開始於雜誌上連載《Arsène Lupin, gentleman-cambrioleur》（台灣小知堂譯：紳士怪盜）之時，莫里斯·盧布朗的確是將與羅蘋對決的對象寫為福爾摩斯（Sherlock Holmes），但之後就受到柯南道爾的抗議，於是在單行本發行之時就將此名字改成Herlock Sholmès。還有華生（Watson）也被改成威爾森（Wilson），貝克街221B號（221B Baker Street）改成帕克街219號（219 Parker Street）。因此按照亞森·羅蘋故事的定本，福爾摩斯其實是沒有跟亞森·羅蘋對決過的。

## 侦查方法

### 演绎法
福尔摩斯侦探的主要思路是溯因推理。福尔摩斯故事常常是他“演绎法”才华的展示。对于逻辑学家和对逻辑有兴趣的人来说，分析福尔摩斯的“演绎法”是蛮有意思的。“福尔摩斯演绎法”看上去像是从实践原则中直接得出——根据细心观察，如福尔摩斯研究各种烟灰——或是从最佳解释中做出推论。从福尔摩斯那里，我们可以常常听到：“如果你把所有不可能的刨去，那么剩下的，无论多么难以置信，肯定不错。”
福尔摩斯直白的原理的形式是“如果p，那么q”，其中“p”代表一些观察证据，“q”是证据所指代的。但有时也会有中间地带。在《波希米亚丑闻》当中，福尔摩斯观察浑身湿漉漉的华生，称这是“年轻而没有经验的女佣人做的”。华生倍感惊奇，问福尔摩斯是怎么知道的，福尔摩斯回答：
这些事本身很简单， ...我的眼睛告诉我，在你左脚那只鞋的里侧，也就是炉火刚好照到的地方，其面上有六道几乎平行的裂痕。很明显，这些裂痕是由于有人为了去掉沾在鞋跟的泥疙瘩，粗心大意地顺着鞋跟刮泥时造成的。因此，你瞧，我就得出这样的双重推断，认为你曾经在恶劣的天气中出去过，以及你穿的皮靴上出现的特别难看的裂痕是伦敦年轻而没有经验的女佣人做的。至于你开业行医嘛，那是因为如果一位先生走进我的屋子，身上带着碘的气味，他的右手食指上有硝酸银的黑色斑点，他的大礼帽右侧面鼓起一块，表明他曾藏过他的听诊器，我要不说他是医药界的一位积极分子，那我就真够愚蠢的了。
在这个案例中，福尔摩斯使用了几点逻辑：
- 如果鞋子一邊的皮革被平行刮伤了，那就是有人为了去除泥点子划的。
- 如果伦敦医生的鞋子被划了，那么这是女仆做的。
- 如果把鞋子划伤了，那这个人就是笨手笨脚的。
- 如果他的鞋子沾满了泥点子，那他可能在雨中行走，被淋了个透。

透过上述观察，福尔摩斯可以从中得出结论“华生的鞋子一侧有几乎平行的裂痕”即：
“华生的女佣人年轻而没有经验”“华生刚在倒霉的天气里淋了雨”。
演绎推理可以令福尔摩斯出众地解释陌生人的职业，例如在《血字的研究》中对退役陆战队军官的观察；《紅髮會》中一名木匠从船上退役，做起了典当铺生意；《希臘語譯員》中的台球记分员和退役的炮兵军士。类似地，福尔摩斯会观察其它物件，从中得出关于物主的信息，如在《四簽名》当中观察华生表、一顶帽子，手杖，一个烟斗等。
道尔并没有把福尔摩斯描述成为永无谬论的人，在这一点上他格外小心——这也是《黃色臉孔》的中心主题。在故事的末尾，恢复冷静的福尔摩斯告诉华生：“如果以后你觉得我过于自信我的能力，或在办一件案子时下的功夫不够，请你最好在我耳旁轻轻说一声‘诺伯里’，那我一定会感激不尽的。”。

### 化装术
福尔摩斯擅长乔装打扮。在几个故事中，他透过伪装来搜集证据，以至于连华生也一并被骗了过去，如《米爾沃頓》、《空屋》、《歪唇男人》、《波希米亞的醜聞》。在其它故事当中，福尔摩斯假装受伤，如《垂死的偵探》和《波希米亞的醜聞》。在之后的故事当中，华生称“舞台上少了一位绝佳的演员...当福尔摩斯成为犯罪高手时”意思是福尔摩斯伪装技巧之高，连华生自己也被骗的晕头转向。

### 武器与武术
手枪

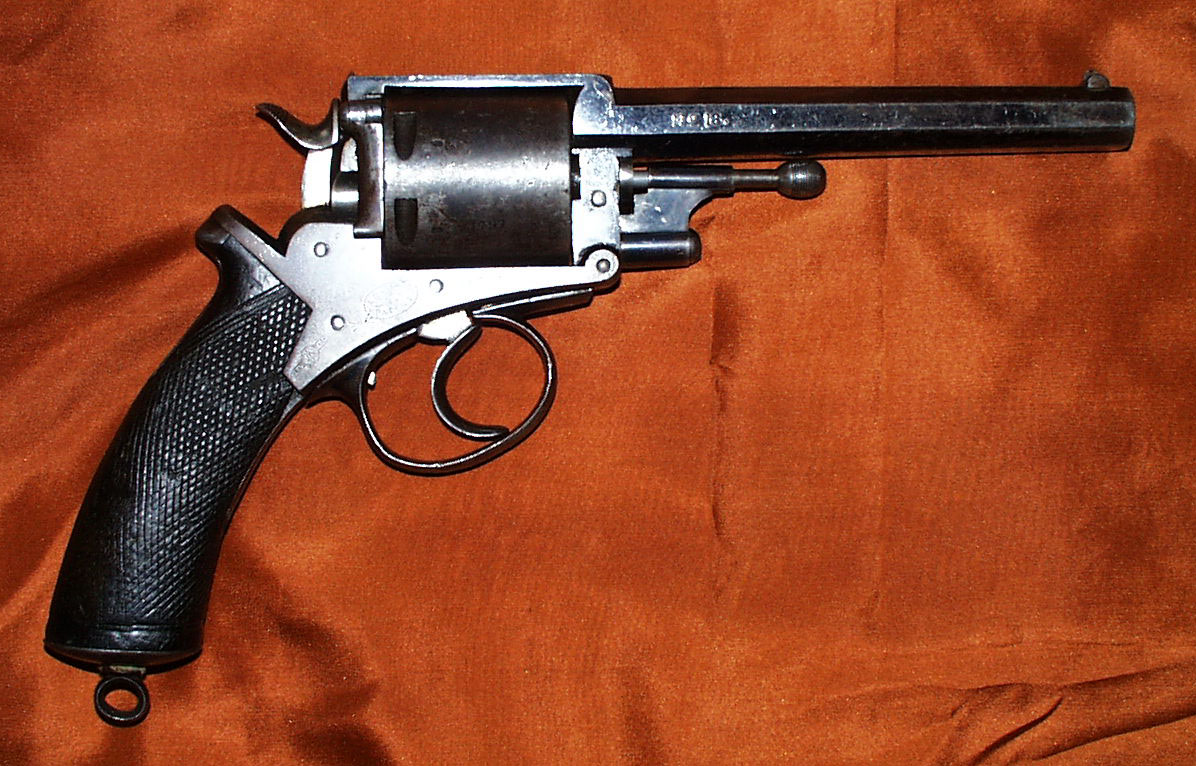
英国陆军（亚当斯）马克3式Mark III模型

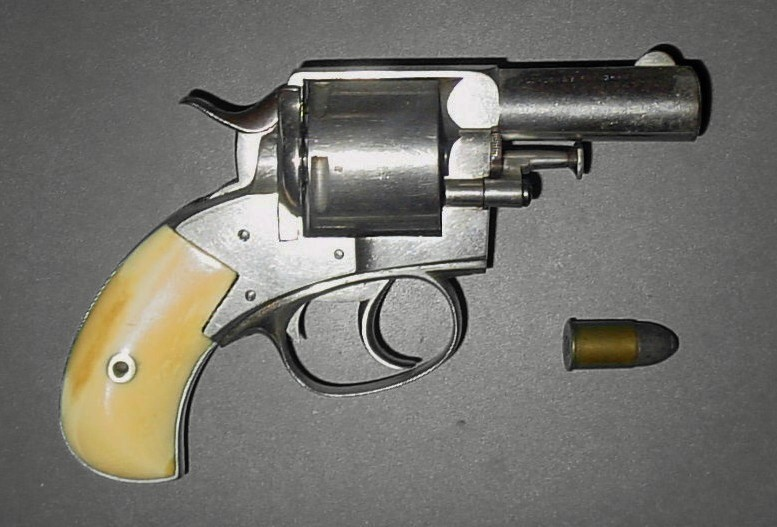
韦伯利斗牛犬

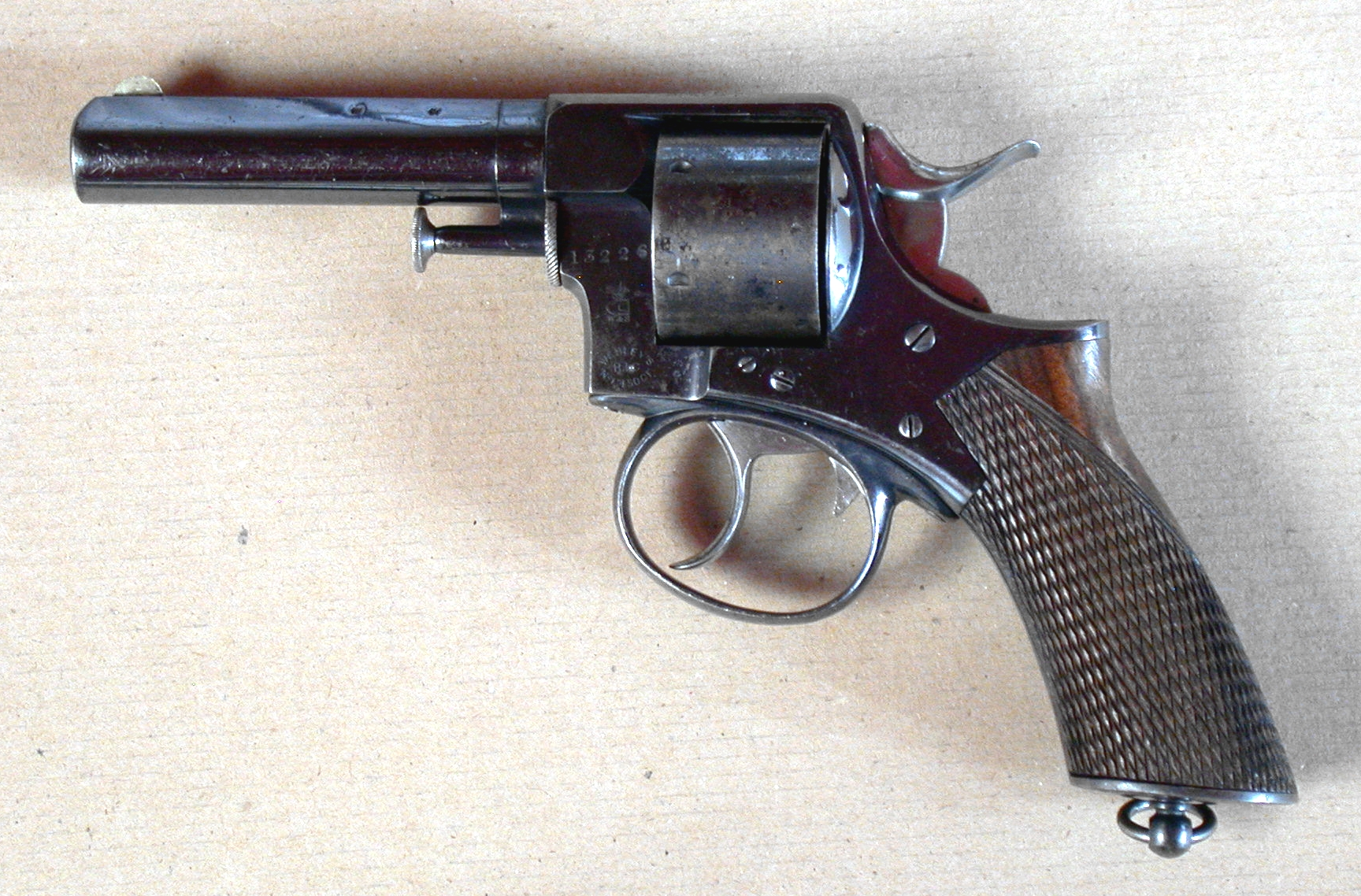
韦伯利RIC

福尔摩斯和华生佩带手枪，如老式左轮手枪——Mk III 亚当斯。华生称这些武器被用过7次：在《四簽名》，他们冲安达曼岛人开枪。在《巴斯克維爾的獵犬》中，福尔摩斯和华生向猎犬开枪。在《銅山毛櫸案》中，华生开枪射杀恶犬。在《空屋》中，华生用手枪柄击打塞巴斯蒂安·莫兰上校。在《三個同姓人》当中，当华生被击中时，福尔摩斯用手枪柄击打杀手埃文斯。在《馬斯格雷夫儀禮》当中，爱国的福尔摩斯在墙上击出"V.R."（维多利亚的统御）。在《最后一案》当中，福尔摩斯与莫里亚蒂教授对峙是手持枪械；同样，福尔摩斯在《绿玉皇冠案》中将手枪对准了乔治·柏伟尔爵士。在《孤身骑车人》、《黑彼得》、《跳舞的人》，福尔摩斯和华生使用手枪来抓捕嫌犯。在《雷神桥之谜》中，福尔摩斯使用华生的手枪来再现犯罪现场。福尔摩斯和华生使用了下列手枪：
- 韦伯利斗牛犬（Webley Bulldog,福尔摩斯携带）[52]
- 韦伯利RIC[52]
- 韦伯利左轮手枪—政府"WG"陆军左轮手枪[52]

手杖（单棍）
和绅士一样，福尔摩斯常常携带一根手杖。华生称他是单棍搏击的专家，擅巴顿术，曾两次将手杖当作武器来使用。
剑
在《血字的研究》中，华生称福尔摩斯是剑术高手——虽然故事中从未提及福尔摩斯使用过剑术。在《“格洛里亚斯科特”号三桅帆船》中提及福尔摩斯曾经练习剑术。
短马鞭
在几个故事中，福尔摩斯曾经携带短马鞭，在《身分案》中曾用它来鞭打骗子。在《红发会》中，福尔摩斯用猎鞭打落约翰·克莱手中的手枪，在《斑点带子案》中用它来驱蛇。在《六座拿破仑半身像》中，鞭子是福尔摩斯最喜欢的武器——他曾用它来击开一个石膏半身像。
拳击
福尔摩斯被描述成一个可怕的空手拳击斗士。在《四签名》中，福尔摩斯提及了专业拳击运动：
“你不记得四年以前在爱里森场子里为你举行拳赛，和你打过三个回合的那个业余拳赛员吗？”麦克默多回复道：“啊，您是个有天才然而是自暴自弃的人，您真是那样的人！如果您继续练下去，您的造诣是不可限量的呀！”
在故事集中，福尔摩斯常常用拳头来应对困难，也毫无疑问是获胜者。在《“格洛里亚斯科特”号三桅帆船》中曾提及福尔摩斯是个训练有素的拳击运动员；在《黄面人》当中，华生称他“而毫无疑问，在与他同体重的人中，福尔摩斯是我见过的最优秀的拳击家。”
武术
在《空屋》当中，福尔摩斯告诉华生他使用武术来对付莫里亚蒂教授，将他的死敌扔进了莱辛巴赫瀑布。他说：“但是我懂点日本式摔跤，过去有好几次都用上了这一手。”其中日本式摔跤巴顿术（小說設定），是一种融合柔术、拳击和剑术的实战武术。
身体状况
在一些故事当中，福尔摩斯被描述为体力过人。例如，在《斑点带子案》中，6尺大汉罗伊洛特医生将火钳拗弯。当医生离开后，福尔摩斯哈哈大笑说：“‘我的块头没有他那么大，但是假如他在这儿多呆一会儿，我会让他看看，我的手劲比他的小不了多少。’说着，他拾起那条钢火钳，猛一使劲，就把它重新弄直了。”在《黄面人》当中，华生称福尔摩斯提到“善于运用自己体力的人并不很多”并感叹很少有人比福尔摩斯更强壮。

### 知识与技能
在第一部故事《血字的研究》中给出了福尔摩斯的一些背景。在1881年早些时候，他被描述为一个兴趣广泛的、独立的化学学生，这或许帮助他解决犯罪问题。（当他第一次出现时，为找到研究血迹的新方法而叫出了声；在其它故事中他沉浸在娱乐性的家庭化学实验当中，有时让屋子臭气熏天）。早期故事《「格洛里亞斯科特」號三桅帆船》中，讲述了更多令福尔摩斯成为侦探的由来：一名大学同学的父亲教授了他演绎法。福尔摩斯恪守科学法则，专注逻辑、应用观察和归纳的力量。
在《血字的研究》当中，福尔摩斯称自己不知道地球如何绕着太陽转，以及与工作无关的知识。在从华生那里听到后，他说自己会立即忘记它。他称自己认为脑子只能装载有用的訊息，无用的会妨碍自己学习有用的知识。华生医生认为福尔摩斯的能力如下：
|                           | 1. 文学知识——无。 2. 哲学知识——无。 3. 天文学知识——无。 4. 政治学知识——浅薄。 5. 植物学知识——不全面，但对于莨蓿制剂和鸦片却知之甚详。对毒剂有一般的了解，而对于实用园艺学却一无所知。 6. 地质学知识——偏于实用，但也有限。但他一眼就能分辨出不同的土质。他在散步回来后，曾把溅在他的裤子上的泥点给我看，并且能根据泥点的颜色和坚实程度说明是在伦敦什么地方溅上的。 7. 化学知识——精深。 8. 解剖学知识——准确，但无系统。 9. 惊险文学——很广博，他似乎对近一世纪中发生的一切恐怖事件都深知底细。 10. 提琴拉得很好。 11. 善使棍棒，也精于刀剑拳术。 12. 关于英国法律方面，他具有充分实用的知识。 |
| ——柯南·道尔，《血字研究》 | |

在《血字研究》可以看出，福尔摩斯懂拉丁语，不需要翻译就可以理解古老的罗马警句——虽然该语言知识对于破案来说有什么用还存在疑点，但在当时所有的大学生都必须学拉丁语。
后续的故事也有自相矛盾之处。虽然福尔摩斯对政治一无所知，但在《波希米亚丑闻》当中他立即识破了所谓“冯·喀尔曼男爵”的真实身份。就非奇情文学而言，他的言辞充满了对《圣经》、莎士比亚、甚至是歌德的引述。他也可以从福楼拜、乔治·桑的信件和法文原文中直接引述。在《巴斯克维尔的猎犬》中，福尔摩斯也能欣赏约书亚·雷诺兹和马丁·诺勒（M. Knoller）的作品。
然而，在《布鲁斯-帕廷顿计划》中，华生在1895年11月报道称“他整天在埋头撰写关于拉苏斯的和音赞美诗的专题文章”——一个最神秘的领域，福尔摩斯会用大量的資訊“使自己的脑子暂停活动”，而这与破案毫无关系——这些知识极为丰富，以至于专题文章被称之为他的“最后文字”。之后的故事放弃了这种写法，对于破案无关的事情，福尔摩斯一律高高挂起；在《恐怖谷》的第二章时，福尔摩斯则宣称“所有的知识都对侦探有用”，在《狮鬃毛》末尾，他称“我是一个乱读杂书的人，脑子里什么杂七杂八的知识都记得住。”
福尔摩斯是一个密码分析家。他告诉华生“我熟知各种密文，我自己也是这类领域中一些专题文章的作者，其中我分析了一百六十种不同的密码”。其中一个是在《跳舞的人》中使用频率分析。
福尔摩斯对物证的分析既科学又精确。他的方式包括使用潜在指纹，如足迹、蹄印、自行车痕迹来对犯罪现场做出鉴定（《血字的研究》、《银色马》、《修道院公学》、《巴斯克维尔的猎犬》、《博斯科姆比溪谷秘案》），使用烟灰和烟蒂来辨别罪犯（《住院的病人》、《巴斯克维尔的猎犬》），对比打字机信件来揭露诈骗（《身分案》），使用火药残余来揭露两名凶手（《赖盖特之谜》），对比两个犯罪现场的子弹（《空屋》），分析人体残骸来揭露两名凶手（《硬纸盒子》），甚至是利用指纹来做出辨析（《诺伍德的建筑师》）。福尔摩斯也在几个场合下应用了心理学，例如在《波西米亚的丑闻》中，他诱导艾琳·艾德勒找出隐藏的照片，其“依据”是失火时，未婚女性会寻找自己最珍贵的物品，而已婚女性会抢救孩子。另一个例子是在《蓝宝石案》，福尔摩斯从推销员那里获取情報的方式是打赌，而非质问或贿赂，称“当你遇到留着那种络腮胡子的人，而他又不愿泄露机密时，你总是可以用打赌的方式使他吐露真情...我敢说如果我刚才在那个人面前放上一百镑，那他就决不会像透过打赌的方式那样向我提供那么全面的情况。”
虽然生活惊险不断（或许是希望归隐），退休的福尔摩斯在苏塞克斯郡开始养蜂（《第二块血迹》）并写了《养蜂实用手册，兼论隔离蜂王的研究》他对消遣的喜爱在于音乐，例如《红发会》中，福尔摩斯在晚上溜去听帕布罗·德·萨拉萨蒂拉小提琴。
他也喜欢声乐，特别是瓦格纳的音乐（《红圈会》）。

## 影响

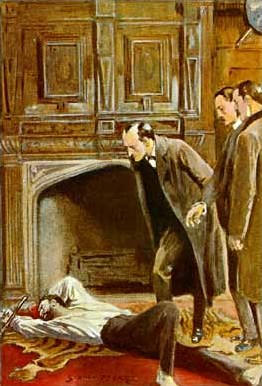
福尔摩斯在《格蘭其莊園》

### 司法科学

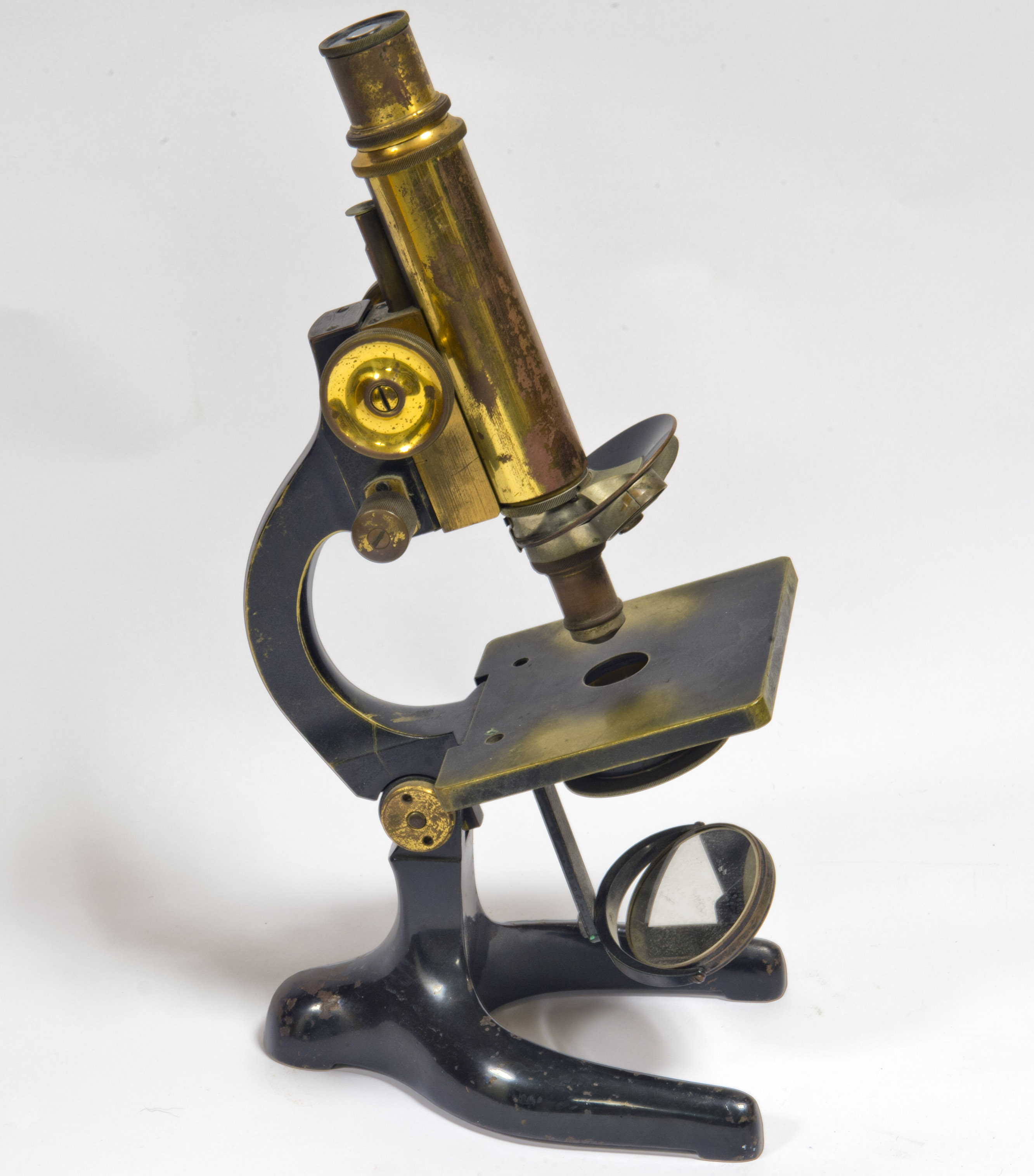
十九世纪的塞贝特（Seibert）显微镜

夏洛克·福爾摩斯在文学界中对司法科学影响深远，特别是他对犯罪现场的严谨考察，从细小的线索顺藤摸瓜，精确地推导出来龙去脉。他利用了痕跡來測量证据，如鞋子、车胎痕迹、指纹、弹道学、书写分析，现在被称之为筆跡鑑定。这种办法用来证实警方对犯罪过程的假说。福尔摩斯所倡导的所有技术在日后全部变为了现实，但这些技术在道尔写作时已经颇具雏形。在对案件汇报时，福尔摩斯常常抱怨称许多犯罪现场被他人污染，特别是被警方自己，强调维持原状的重要性；现在，这已经成为犯罪现场侦破的典型。
就犯罪现场的蛛丝马迹（例如香烟灰、头发、指纹）而言，福尔摩斯常常使用高倍放大镜和住所的光学显微镜。他使用分析化学来分析血迹，用毒理学分析毒性物质。福尔摩斯似乎在住所有一个小型化学实验室，可能使用简单的化学方式来检测毒性物质，例如《海軍協定》。弹道学是用来复原子弹轨迹，以及嫌犯使用枪械的口径，例如在《空屋》的案例所示。
福尔摩斯对客人和嫌犯的着装和态度都十分敏感，能注意到衣着风格、污染（例如靴子上的土块），心理活动、物理反应，并由此推断出之前的经过和最近的历史。皮肤上的图案，如纹身，可以说明许多。运用相同的方式，他检查了手杖（特别是《巴斯克維爾的獵犬》）或帽子（例如在《藍寶石案》中），以及些微的勋章、服饰、污染，推测不在场人的故事。
2002年，皇家化学会（Royal Society of Chemistry）为福尔摩斯颁发荣誉会员称号，表彰他在流行文学中对司法科学和分析化学的杰出运用，使得他（至2010年）成为唯一获此殊荣的虚构人物。

### 侦探作品史
虽然歇洛克·福尔摩斯不是最初的虚构侦探（爱伦·坡的C·奥古斯特·杜邦和埃米尔·加博里欧（Émile Gaboriau）的勒考克警探（Monsieur Lecoq）对福尔摩斯这一角色都有影响，但他对前者表示公开的蔑视和不屑），但他的名字成为侦探的绰号。故事中也包括了一些其它角色，例如忠诚但不够机智的助手，华生医生成为了它的原型。侦探小说变得十分流行，在福尔摩斯后许多作者，如阿加莎·克里斯蒂和桃乐丝·榭尔丝创作了赫尔克里·波洛和彼得·温西爵爷等角色。在断案中，司法科学较之心理学变得不再重要，虽然在二十世纪早期，司法科学得到了蓬勃发展。

## 科学文献
科学文献依然常常使用歇洛克·福尔摩斯。约翰·拉德福德（Radford,1999）对他的智商充满好奇。利用柯南·道尔的故事作为数据，拉德福德使用了三种方式测算了歇洛克·福尔摩斯的智商，得出他的智商相当的高，差不多在190点左右。斯奈德（Snyder,2004）将福尔摩斯的方法与十九世纪中叶开始兴起的犯罪学加以对比。科普斯特（Kempster,2006）对比了福尔摩斯和神经学家所拥有的技能。最后，迪迪埃简和弗南德·戈贝特（Didierjean and Fernand Gobet,2008）以心理学方式回顾了福尔摩斯，并与现实的专家做了对比。

## 后世遗产

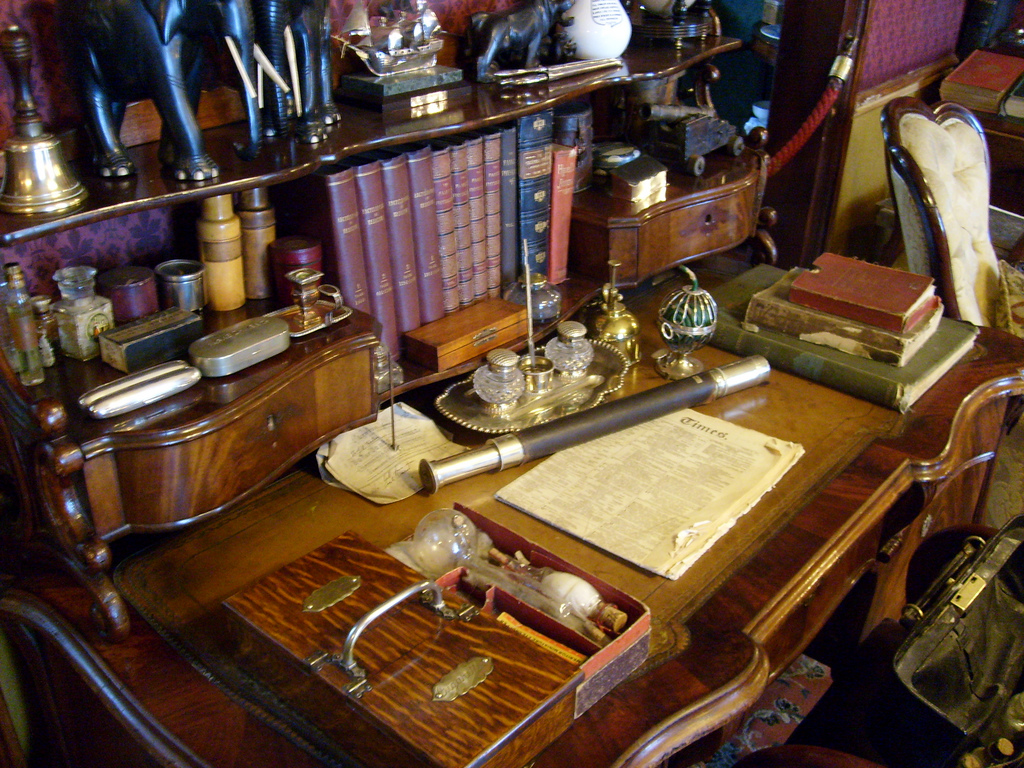
福尔摩斯纪念馆案台

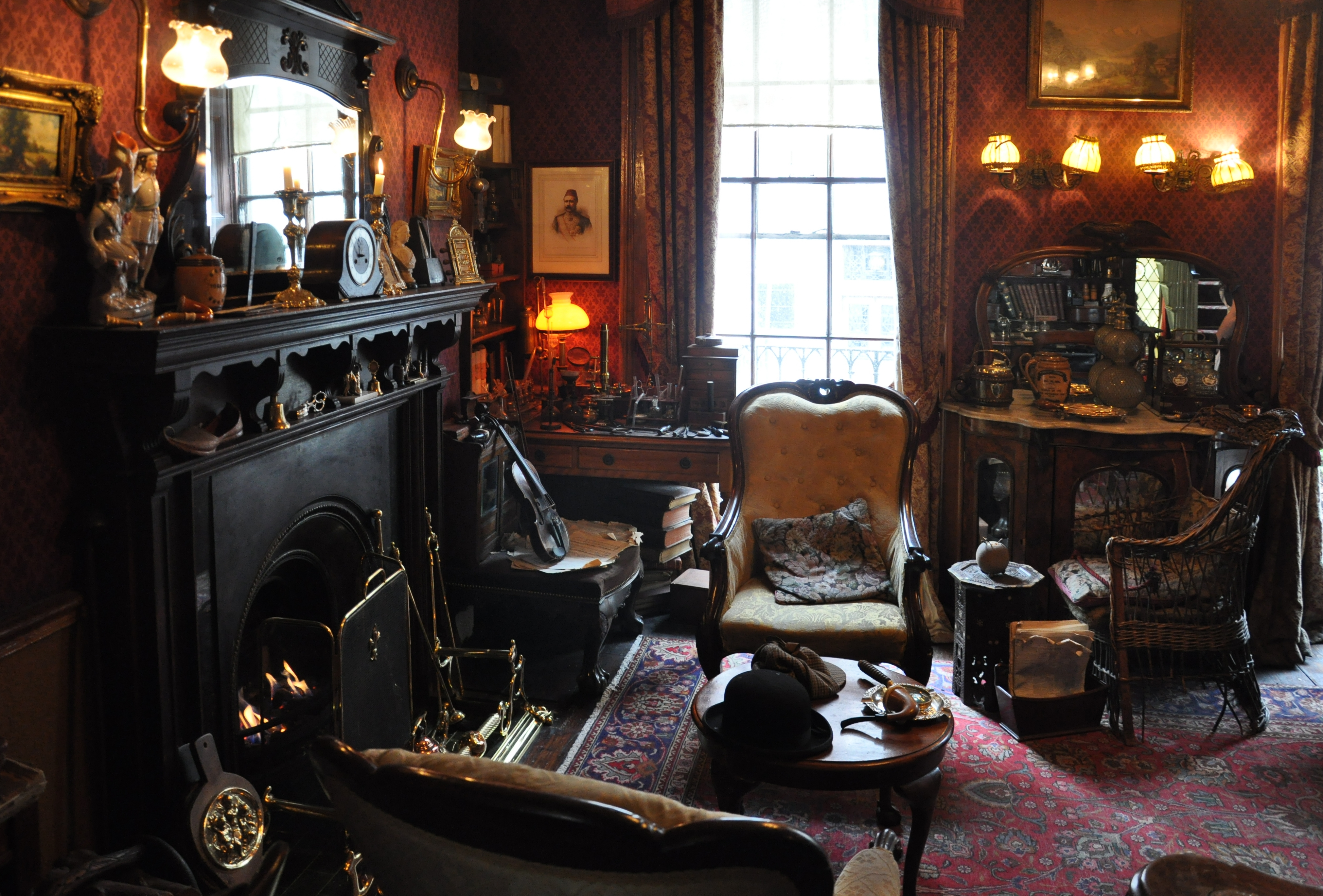
福尔摩斯纪念馆客厅

### “演繹法，我亲爱的华生”
在柯南·道尔的60部作品中，福尔摩斯並没有说过“演繹法，我亲爱的华生”（"Elementary, my dear Watson"）。在故事中，福尔摩斯常常称自己的逻辑是“演繹法”，是简单明了的。他也常常把华生医生称之为“我亲爱的华生”。但是，两个短语从来没有被合并使用过。最接近的一个例子出现在《駝背人》当中，当福尔摩斯解释演绎法时，“‘太棒了!’我叫道。‘基本的，’他说道。”
句子“演繹法，我亲爱的老兄，演繹法”曾出现在1929年电影的末尾《歇洛克·福尔摩斯的归来》，这是第一版福尔摩斯有声电影。饰演福尔摩斯的演员威廉·吉列（Gillette）也曾使用类似的短语“哦，演繹法，我亲爱的老兄”。短语之所以成为家喻户晓的名言，可能是源于伊迪斯·迈瑟的《歇洛克·福尔摩斯的新冒险》，在1939-1947年广播。
柯南·道尔的儿子艾德里安·柯南·道尔在1953年写了《红寡妇》，其中福尔摩斯说出了上述名言。

### 歇洛克游戏

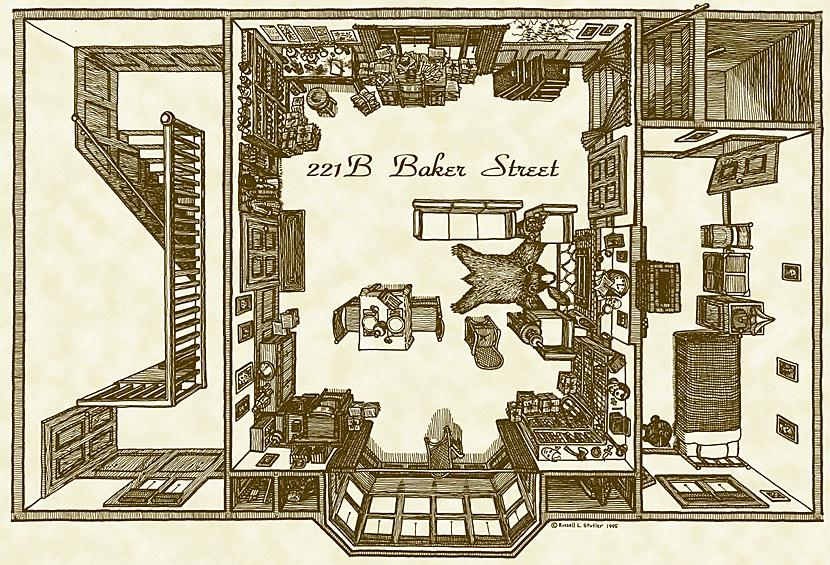
贝克街221B号设计图，罗素·斯塔特勒（Russ Stutler）设计。

柯南·道尔所著的56篇故事和四部小说被爱好者们称之为“经典福尔摩斯探案”。早期的经典学者包括不列颠的罗纳德·诺克斯，他被认为是“大游戏”的创造者，以及纽约的克里斯托弗·莫利（C.Morley），在1934年他建立了侦缉队贝克街分队——第一个专注于福尔摩斯经典的社团。
歇洛克游戏（即福尔摩斯学游戏、福学游戏、大游戏、或简称游戏）是款解谜游戏，旨在解决柯南·道尔原著中异常现象、澄清歇洛克·福尔摩斯和华生医生所暗示的细节。游戏假设福尔摩斯和华生为真实人物，柯南·道尔则是华生的“文书”，利用经典故事，柔和了历史成分，并囊括了学者对福尔摩斯世界的分析。
游戏的一个分析点是福尔摩斯的生日。莫利的分析认为福尔摩斯的生日是1854年1月6日。作家劳里·R·金（Laurie.R.King）则根据柯南·道尔的《血字的研究》和《“格洛里亚斯科特”号三桅帆船》推断他的生日。《“格洛里亚斯科特”号三桅帆船》中的一些线索显示福尔摩斯在1880或1885年读完他的大二和大四。华生自己则在第二次英国-阿富汗战争中负伤，随后回国，卷入《血字的研究》，即1881年上半年或1882年。由此，她称福尔摩斯在1880年离开大学；如果他17岁就读，那么他的生日可能是在1861年。
另一项研究点是歇洛克就读的大学。作家桃樂絲·榭爾絲认为从两个故事当中可知福尔摩斯就读的是剑桥大学而非牛津大学，“在所有剑桥学院当中，悉尼·萨塞克斯学院对像福尔摩斯这号人来说好处最多，在没有更多确切信息的情况下，我们可以假定地把他置于此处。”
福尔摩斯的心理健康也是游戏分析的一个项目。在《血字的研究》的第一次会面中，侦探告诉华生他“有时会很沮丧”，“整天不愿意开口”。许多读者和文学专家认为福尔摩斯或许有些躁郁症，有时会有强烈的兴奋、伴随着慵懒的聚精会神。侦探的孤僻，近乎女性恐怖症般地对女性充满了不信任，或许暗示着他试图逃避的态度；福尔摩斯的“传记作家”威廉·巴兰-古尔德（W.Baring-Gould）和其它人，包括尼古拉斯·迈耶都认为家庭的重大创伤（例如福尔摩斯母亲的被害）可能是问题的根源。
出于对柯南·道尔或其它人物的敬意，许多作者续写了许多小说。有的是公开明显的，将福尔摩斯置于全新的环境之中，或是更加微妙的影射，将一些合乎逻辑的角色置于221B号内。其中的一个著名案例是格里高利·豪斯的，他的名字和门房号都指向福尔摩斯。
最简单的方式是将侦探描绘成头戴猎鹿帽、身着圆领短披风（Inverness cape）。然而，在整部小说当中，福尔摩斯从未明显地描述为头戴“猎鹿帽”的人。福尔摩斯的确在《银班驹》中戴着他的“过耳旅行帽”。西德尼·佩吉特在《博斯科姆比溪谷秘案》中第一次将他绘制为头戴猎鹿帽、身着圆领短披风的形象，并在随后的插图中继续了这一描绘。

### 社团

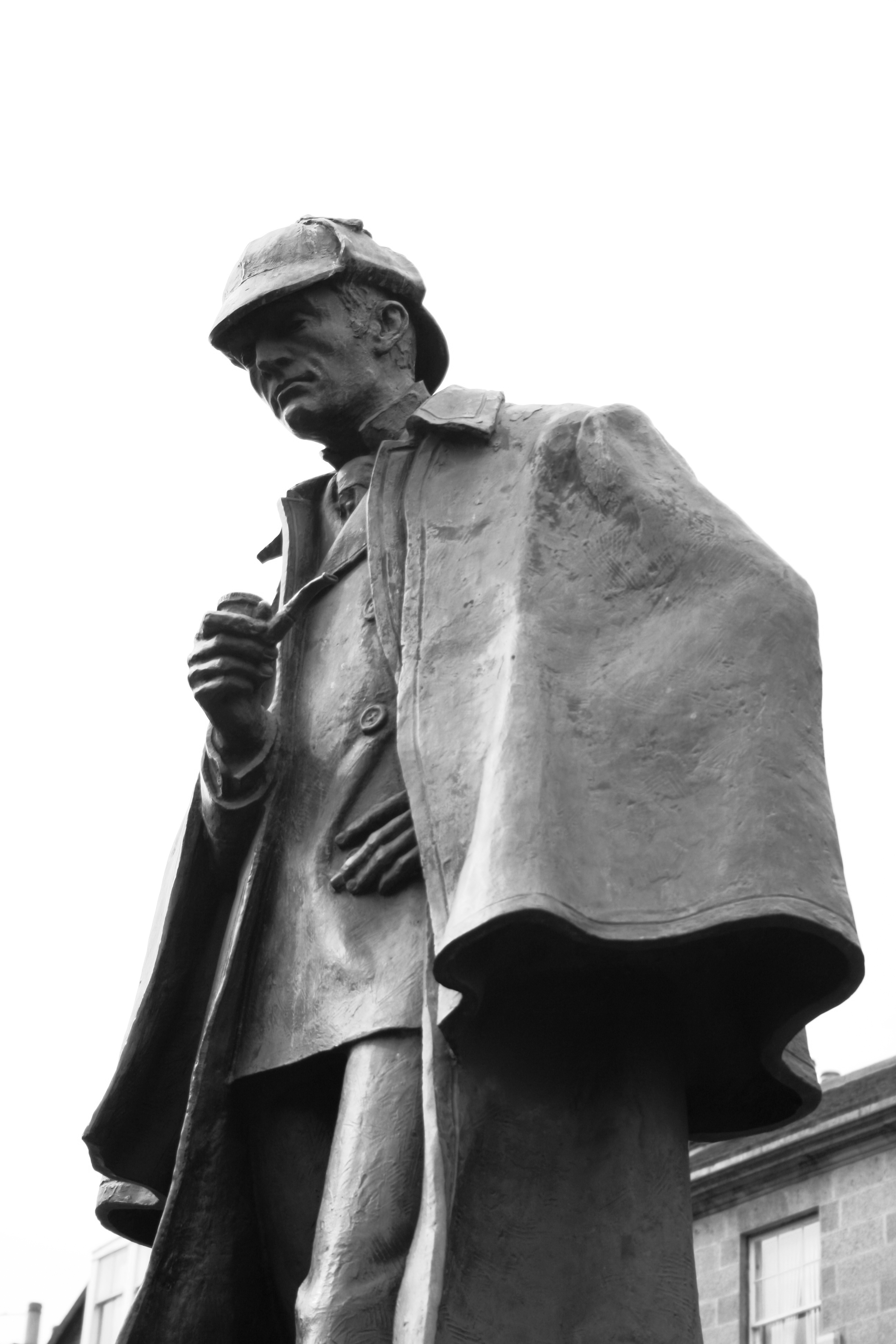
爱丁堡的福尔摩斯雕塑，即柯南·道尔的出生地。雕塑中的福尔摩斯身着圆领短披风，头戴猎鹿帽。

1934年，伦敦的歇洛克·福尔摩斯社团和纽约的侦缉队贝克街分队成立。两个社团依然存在（歇洛克·福尔摩斯社团在1937年解散，在1951年重新召集）。伦敦社团是世界上组织安排福尔摩斯探险的社团之一，例如去莱辛巴赫瀑布旅游等。
1934年最先建立的两个社团有许多追随者，最开始是在美国（他们被称之为“子社团”——侦缉队贝克街分队的衍生品），随后在英国和丹麦。今天，在全球都有许多歇洛克社团，如在澳大利亚、印度和日本。

### 纪念馆
在1951年的不列颠节上，福尔摩斯的起居室被装饰一新，成为展览的杰作，展出了许多原创作品。
在1951年展览结束后，展品被转送到位于伦敦的歇洛克·福尔摩斯酒吧，以及在瑞士Lucens的福尔摩斯展览馆。两个展览顾，包括贝克街起居室依然对公众开放。
1990年，福尔摩斯纪念馆在伦敦贝克街开放，第二年在瑞士迈林根开放；很自然，两地更加注重福尔摩斯而非柯南·道尔。贝克街的福尔摩斯纪念馆是全世界第一个专注于虚构人物的纪念馆。
朴茨茅斯城市纪念馆也为柯南·道尔提供了一个永久的展位，这是因为他曾经在此居住并工作过多年。

### 其他荣誉
伦敦城市轨道交通将二十世纪二十年代的20两电动机车头根据歇洛克·福尔摩斯命名。他是第一位获此殊荣的虚构人物，与拜伦勋爵、本杰明·迪斯雷利和弗罗伦斯·南丁格尔一道并驾齐驱。
伦敦的许多街道都流传着福尔摩斯的传奇。克劳福德（Crawford）街旁的南约克·缪斯街（York Mews South）被改名为歇洛克·缪斯街。旁边另有一个被命名为华生·缪斯。

## 人物语录
- 上帝保佑我们！为什么命运老是对贫困穷苦而又孤立无援的芸芸众生那么恶作剧呢？我每当听到这一类的案件时，我都想起巴克斯特的话，并说，‘歇洛克·福尔摩斯之所以能破案还是靠上帝保佑。——《博斯科姆比溪谷秘案》
- 我们追求，我们想抓住。可最后我们手中剩下什么东西呢？一个幻影，或者比幻影更糟——痛苦。——《退休的颜料商》
- 那是灯塔，我的伙计！未来的灯塔！每一座灯塔里都装满千百颗光辉灿烂的小种子，将来英国在他们这一代将更加明智富强。——《海军协定》
- ......啊，玫瑰花这东西多么可爱啊！......天下事没有比宗教更需要推理法的了。......推理法可能被推理学者们逐步树立为一门精密的学科。按照推理法，据我看来，我们对上帝仁慈的最高信仰，就是寄托于鲜花之中。因为一切其它的东西：我们的本领，我们的愿望，我们的食物，这一切首先都是为了生存的需要。而这种花朵就迥然不同了。它的香气和它的色泽都是生命的点缀，而不是生存的条件。只有仁慈才能产生这些不凡的品格。所以我再说一遍，人类在鲜花中寄托着巨大的希望。——《海军协定》
- 华生老兄！你真是多变的时代里固定不变的时刻。会刮东风的。这种风在英国还从来没有刮过。这股风会很冷，很厉害，华生。这阵风刮来，我们好多人可能就会凋谢。但这依然是上帝的风。风暴过去后，更加纯洁、更加美好、更加强大的国土将屹立在阳光之下。——《最后致意，歇洛克·福尔摩斯的收场白》
- 我不同意有些人把谦虚列为美德。对逻辑学家来说，一切事物应当是什么样就是什么样，对自己估价过低和夸大自己的才能一样都是违背真理的。——《希腊译员》
- 笑骂任笃之，财宝我独享。——《血字研究》，引自罗马守财奴
- 上帝只造你成为一个人形，原来是体面其表，流氓其质。——《四签名》
- 我们已经习惯，有些人对于他们所不了解的事物偏要挖苦。——《四签名》
- 对于一个缺乏耐心的世界来说，坚韧而耐心地受苦，这本身就是最可宝贵的榜样。《带面纱的房客》
- 如有时间请立即前来——如无时间亦来。福尔摩斯——《爬行人》
- ......请想，那些追求物质、官能和世俗享受的人都延长了他们无价值的生命，而追求精神价值的人则不愿违背更高的召唤。结果是最不适者的生存，这样一来，世界岂不变成了污水池吗？——《爬行人》
- 一个人要是想超过自然，他就会堕落到自然以下。最高等的人，一旦脱离了人类命运的康庄大道，就会变成动物。——《爬行人》
- 歇洛克·福尔摩斯先生的朋友们将高兴地得悉，他仍然健在。——《最后致意·序言》
- 所以，读者们，还是让福尔摩斯与诸位告别吧！我对诸君以往给我的信任无限感激，在此谨希望我赠给的消遣良法可以报答诸君，因为小说幻境乃是避世消愁的唯一途径。——《新探案·序言》
- 人民的呼声便是上帝的呼声。——《格兰其庄园》
- 快，华生，快！事情十分急迫。什么也不要问，穿上衣服赶快走！——《格兰其庄园》
- 霍普金找我到现场有七次，每次确实都很需要我的帮助。！——《格兰其庄园》
- 华生，我从来没有恋爱过。不过，如果我恋爱过，如果我爱的女子遭此惨遇，我也许会象我们这位目无法纪的猎狮人—样干的。谁知道呢。《魔鬼之足》
- 没有比第一手的证词更好的东西了。——《血字的研究》
- 把所有的不可能都剔除后，剩下的虽然让人难以置信，但那就是真相！—《四签名》

## 福尔摩斯的案件
- 发表了56篇短篇小说和4篇中篇小说。

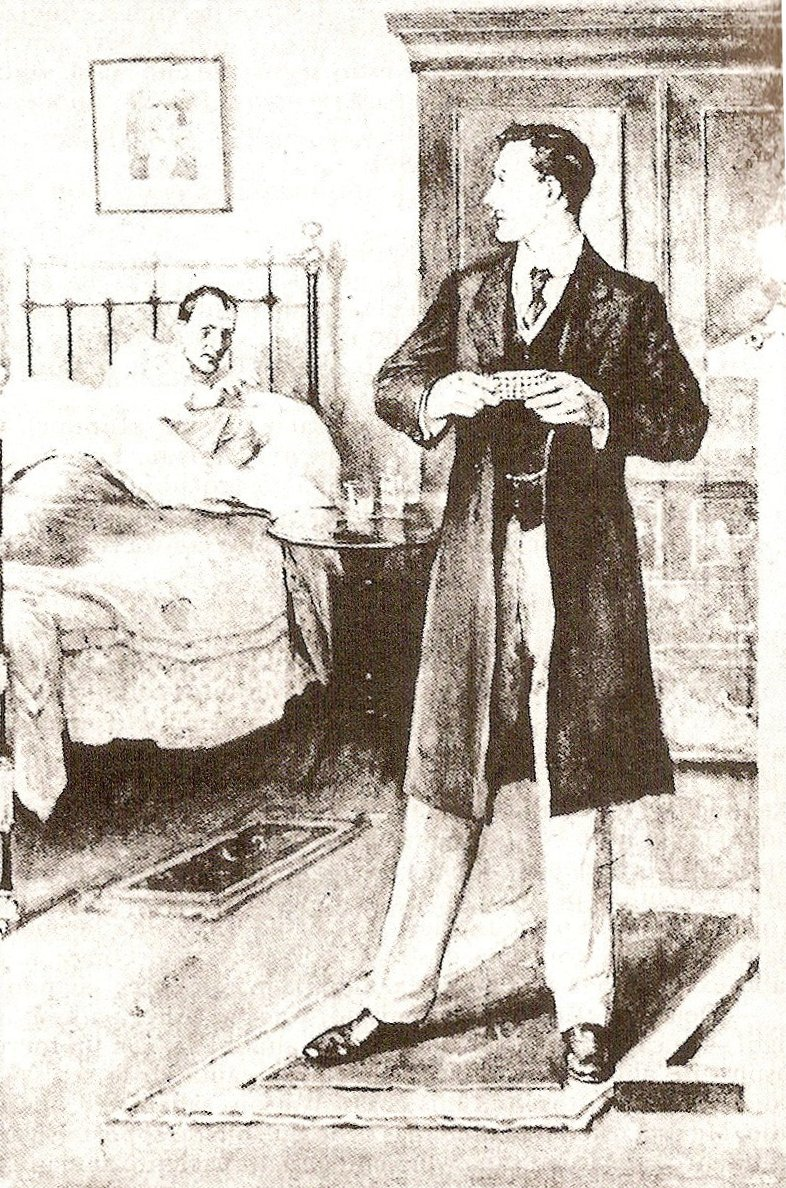
《垂死的偵探》中臥床不起的福爾摩斯

- 侦破了27起谋杀案或杀人案，其中两起属于非蓄意杀人案，一起是由动物袭击造起，另一起被证明死于事故。
- 失去兩名本該保護的當事人，如果約翰·道格拉斯（又名波蒂·愛德華）的死也算是有責任的話，就是三人。在“最後一案”中，他自己也成了被人暗殺的物件，他最後逃了出來。
- 殺人犯或殺人未遂者逃掉或自然死亡的案件有4起，被自己攜帶的兇器殺死或被犯罪物件殺死的有2起。福爾摩斯沒有送交司法機關的犯罪有4起；他和華生親眼目睹但沒有報案的殺人案有1起。
- 追踪或解释神秘失踪案有10起。就像“斑点带子案”一样，其中有2起，罪犯的犯罪动机是占有女儿或养女的合法财产。
- 福尔摩斯着手侦探财宝盗窃或预谋抢劫案有7起，还有5起涉及到作案手段多样化的敲诈案。
- 企图获取国家重要机密、以失败告终的案件有4起。
- 福尔摩斯干涉和阻止不如意婚姻有2起：一起是阻止强迫婚姻，另一起是阻止谋财害命的无赖婚姻。
- 侦破非法窥看大学考试试卷案1起。
- 成功解惑非法运入假设备和假钱案1起。
- 成功解释大学老师类人猿行为1起。
- 福爾摩斯同員警一起合作（或完成）的案件有32起。在同蘇格蘭場的合作中，同雷斯垂德合作過11次，同葛萊森合作過4次（其中有3起是與葛萊森的同事合作：1起同萊斯垂德，1起同薩里郡的貝奈斯，1起同私人偵探利弗頓），同霍普金斯一起合作過4次，同布萊斯垂特合作過2次，同鐘斯合作過2次（假如亞瑟內爾·鐘斯和皮特·鐘斯是一個人），同福布斯、蘭納、莫頓、麥克唐納、麥肯納和不知名的檢察官（“三座牆”）合作了1次。
- 其他合作的警官有：德文郡的格萊葛瑞、薩里郡的福萊斯特、諾里奇的馬丁、蘇賽克斯郡的懷特·梅森（他與麥克唐納合作過）、漢普夏郡的警官考文垂和蘇賽克斯郡的警官安德森。
- 邁克羅夫特·福爾摩斯協助的案件有3起。
- 同威格金斯和貝克街流浪兒有過2次合作，同辛普森有過一次單獨合作，同曾經當過罪犯的辛威爾·詹森有過一次合作，同在報紙上散佈流言蜚語的蘭黛爾·派克有過一次合作。
- 福尔摩斯同“既是朋友又是对手”的私人侦探、萨里郡的贝克先生有过1次合作。

| 1. 血字的研究（長篇）=A Study in Scarlet（1887,11） 2. 四簽名（長篇）=The Sign of Four（1890,2） 3. 波希米亞的醜聞=A Scandal in Bohemia（1891,7） 4. 紅髮會=The Red-headed League（1891,8） 5. 身分案=A Case of Identity（1891,9） 6. 博斯科姆比溪穀祕案=The Boscombe Valley Mystery（1891,10） 7. 五個橘核=The Five Orange Pips（1891,11） 8. 歪唇男人=The Man with the Twisted Lip（1891,12） 9. 藍寶石案=The Adventures of the Blue Carbuncle（1892,1） 10. 斑點帶子案=The Adventures of the Speckled Band（1892,2） 11. 工程師大拇指案=The Adventures of the Engineer's Thumb（1892,3） 12. 貴族單身漢案=The Adventures of the Noble Bachelor（1892,4） 13. 綠玉皇冠案=The Adventures of the Beryl Coronet（1892,5） 14. 銅山毛櫸案=The Adventures of the Copper Beeches（1892,6） 15. 銀色馬=Silver Blaze（1892,12） 16. 硬紙盒子=The Adventures of the Cardboard Box（1893,1） 17. 黃面人=The Yellow Face（1893,2） 18. 證券經紀人的書記員=The Stock-broker's Clerk（1893,3） 19. 「格洛裡亞斯科特」號三桅帆船=The "Gloria Scott"（1893,4） 20. 馬斯格雷夫儀禮=The Musgrave Ritual（1893,5） 21. 賴蓋特之謎=The Reigate Puzzle（1893,6） 22. 駝背人=The Crooked Man（1893,7） 23. 住院的病人=The Resident Patient（1893,8） 24. 希臘語譯員=The Greek Interpreter（1893,9） 25. 海軍協定=The Naval Treaty（1893,10&11） 26. 最後一案=The Final Problem（1893,12） 27. 巴斯克維爾的獵犬（長篇）=The Hound of Baskervilles（1901,8~1902,4） 28. 空屋=The Adventures of the Empty House（1903,9） 29. 諾伍德的建築師=The Adventures of the Norwood Builder（1903,10） 30. 跳舞的人=The Adventures of the Dancing Men（1903,12） 31. 孤身騎車人=The Adventures of the Solitary Cyclist（1903,12） 32. 修道院公學=The Adventures of the Priory School（1904,1） 33. 黑彼得=The Adventures of Black Peter（1904,2） 34. 米爾沃頓=The Adventures of Charles Augustus Milverton（1904,3） 35. 六座拿破崙半身像=The Adventures of the Six Napoleons（1904,4） 36. 三個大學生=The Adventures of the Three Students（1904,6） 37. 金邊夾鼻眼鏡=The Adventures of the Golden Pince-Nez（1904,7） 38. 失蹤的中衛=The Adventures of the Missing Three-Quarter（1904,8） 39. 格蘭其莊園=The Adventures of the Abbey Grange（1904,9） 40. 第二塊血跡=The Adventures of the Second Stain（1904,12） 41. 威斯特裡亞寓所=The Adventures of the Wisteria Lodge（1908,8） 42. 布魯斯-帕廷頓計劃=The Adventures of the Bruce-Partington Plans（1908,12） 43. 魔鬼之足=The Adventures of the Devil's Foot（1910,12） 44. 紅圈會The Adventures of the Red Circle（1911,3&4） 45. 法蘭西斯‧卡法克斯女士的失蹤=The Disappearance of Lady Frances Carfax（1911,12） 46. 垂死的偵探=The Adventures of the Dying Detective（1913,11） 47. 恐怖谷（長篇）=The Valley of Fear（1914,9~1915,5） 48. 最後致意=His Last Bow（1917,9） 49. 王冠寶石案=The Adventures of the Mazarin Stone（1921,10） 50. 雷神橋之謎=The Problem Thor Bridge（1922,2&3） 51. 爬行人=The Adventures of the Creeping Man（1923,3） 52. 吸血鬼=The Adventures of the Sussex Vampire（1924,1） 53. 三個同姓人=The Adventures of the Three Garridebs（1924,10） 54. 顯貴的主顧=The Adventures of the Illustrious Client（1924,11） 55. 三角牆山莊=The Adventures of the Three Gables（1926,9） 56. 皮膚變白的軍人=The Adventures of the Blanched Soldier（1926,10） 57. 獅鬃毛=The Adventures of the Lion's Mane（1926,11） 58. 退休的顏料商=The Adventures of the Retired Colourman（1926,12） 59. 戴面紗的房客=The Adventures of the Veiled Lodger（1927,1） 60. 肖斯科姆別墅=The Adventures of Shoscombe Old Place（1927,3） |

## 福爾摩斯大事記
- 1854年
  - 夏洛克·福爾摩斯出生。
  - 福爾摩斯是鄉紳後代，但家道中落；長他七歲的兄長迈克罗夫特為公務員。
- 1861年
  - 童年教育
  - 福爾摩斯的祖母是法國畫家賀拉斯·凡爾奈的姐妹。福爾摩斯繼承了這樣的血統，一生酷愛音樂。
- 1867年
  - 在校教育
  - 福爾摩斯進入貴族學校。
- 1872年
  - 大學教育
  - 福爾摩斯專攻化學，不善於交際，只喜歡一個人在房間訓練思想。除劍擊與拳術外，不好其他運動。
- 1873年
  - 福爾摩斯在小教堂前被特雷佛的愛犬咬傷踝骨，後來兩人成為莫逆之交。之後，福爾摩斯到特雷佛父親家作客，在老特雷佛的影響下，選擇了偵探作為終生的職業。
- 1877年
  - 創立偵探事務所
  - 偵探社設於大英博物館附近的蒙塔格街，福爾摩斯一邊积极研究科學，一邊經由牛津同學的介紹接辦案件。
- 1878年
  - 接“跛足的里科特和他可恶的妻子”案。
- 1879年
  - 接「馬斯格雷夫典禮」案
  - 此案使福爾摩斯邁出成功的第一步。此間，經濟情況尚不寬裕。
- 1880年
  - 在美國遊歷一年後歸來。
- 1881年
  - 與華生結識
  - 經友人斯坦佛的介紹，福爾摩斯與退役軍醫華生結識，並合租貝克街221B號。他介紹警探雷斯垂德和葛萊森跟華生認識。
- 1882年
  - 接「血字的研究」案
  - 福爾摩斯聲名大躁，經濟上逐漸寬裕，因此挑案更為嚴格。
- 1883年
  - 4月接「帶斑點的帶子」案
- 1887年
  - 福爾摩斯因操勞過度而病倒，前往薩里郡的賴蓋特休養。
  - 接「賴蓋特的鄉紳」案
- 1888年
  - 1月接「恐怖谷」案
  - 福爾摩斯的宿敵莫里亞蒂教授首次露面。
  - 7月接「四簽名」案
  - 摩斯坦上尉失蹤十年後，其女正式請福爾摩斯追查下落。
  - 夏，接「希臘譯員」案
  - 福爾摩斯首次向華生談到他的哥哥邁克羅夫特並介紹認識。
  - 10月，接「貴族單身漢」案
  - 為刺激頭腦，福爾摩斯開始使用可卡因，令華生大為擔心。
- 1889年
  - 接「波希米亞醜聞」案
  - 案中艾琳．艾德勒，使得一向看不起女人的福爾摩斯改變了想法。同時，福爾摩斯首次稱華生為我的傳記作者。
  - 接「聖科賴爾失蹤」案
  - 6月，接「駝背人」案
  - 福爾摩斯夜訪華生，要求協助，翌日華生將診所交人代理，兩人隨即出發。
  - 6月，接「證券經紀人的書記員」案
  - 6月，接「博斯科姆比溪谷」案
  - 華生接到福爾摩斯的電報後，雖然診所業務繁忙，但仍請人代診，與福爾摩斯同行。
  - 7月，接「海軍協定」案
  - 接「工程師大拇指」案
  - 9月，接「五个橘核」案
  - 華生的妻子回娘家，華生再度成為貝克街的常客。
  - 10月，接「巴斯克維爾的獵犬」案
- 1890年
  - 接「失蹤的新郎」案
  - 接「紅髮會」案
  - 12月，接「鵝肚裡的寶石」案
- 1891年
  - 「最後一案」
  - 福爾摩斯與宿敵莫里亞蒂教授決死一戰，兩人雙雙墜入懸崖，生死未卜
- 1894年
  - 4月，接「空屋」案
  - 福爾摩斯歷險歸來，化身為舊書藏書家，揭破案情真相。此間，華生的妻子過世。
  - 8月，接「諾伍德的建築師」案
  - 依福爾摩斯的請求，華生出讓肯辛頓區的診所，搬回貝克街，與福爾摩斯合住。
  - 11月，接「金邊夾鼻眼鏡」案
- 1895年
  - 4月，接「三個大學生」案
  - 福爾摩斯與華生在某大學城住了幾週，研究英國早期憲章。
  - 4月，接「孤單的騎車人」案
  - 6月，接「黑彼得」案
  - 11月，接「布魯斯－帕廷頓圖紙」案
  - 獲維多利亞女王賜見，並授綠寶石一枚。
- 1896年
  - 接「戴面紗的房客」案
  - 接「失蹤的中後衛」案
  - 在華生的督促下，福爾摩斯停用可卡因已有數年之久，此間福爾摩斯時常兩眼深陷，面容陰鬱。
- 1897年
  - 接辦「格蘭奇莊園」案
  - 接「魔鬼之踵」案
  - 由於日夜操勞，福爾摩斯健康轉壞。案中，福爾摩斯坦承從未戀愛過。
- 1898年
  - 接「跳舞的小人」案
  - 接「退休的顏料商」案
- 1902年
  - 5月，接「修道院公學」案
  - 此案結束後，福爾摩斯獲賞六千英鎊。
  - 6月，接「三個同姓人」案
  - 福爾摩斯對被歹徒襲擊傷的華生相當關切，表現出冷面背後的情感，使華生大為感動。
  - 9月，接「不尋常的委託人」案
  - 福爾摩斯遇襲受傷。
  - 接「紅圈會」案
- 1903年
  - 1月，接「皮膚變白的士兵」案
  - 華生再婚離開貝克街，此案由福爾摩斯親自撰寫。
  - 夏，接「皇冠被盜」案
  - 9月，接「爬行人」案
  - 案子結束後，福爾摩斯即告退隱。
- 1907年
  - 福爾摩斯離開倫敦，到塞克斯研究養蜂、享受退休後的田園生活。
  - 7月，接「獅鬃毛」案
  - 這是一起發生在福爾摩斯隱居地附近的命案，由福爾摩斯親自撰述。
  - 與華生偶爾共度周末。
- 1912年
  - 接辦「最後致意」案
  - 在首相的力邀下重出江湖，花了兩年之久，在美國、愛爾蘭各地展開調查，最後一舉殲滅德國間諜集團。此時福爾摩斯已高齡58歲，這也成為他真正的最後一案。結案後，福爾摩斯到英國南部鄉間隱居，專心研究養蜂事業。
- 1914年
  - 出版《養蜂實用手冊，兼論隔離蜂王的研究》 。此後音訊全無，也未傳出死訊。

## 改編作品

### 舞台及银幕作品
福爾摩斯的故事曾多次被搬上大小銀幕，亦曾多次被改編：

#### 電影

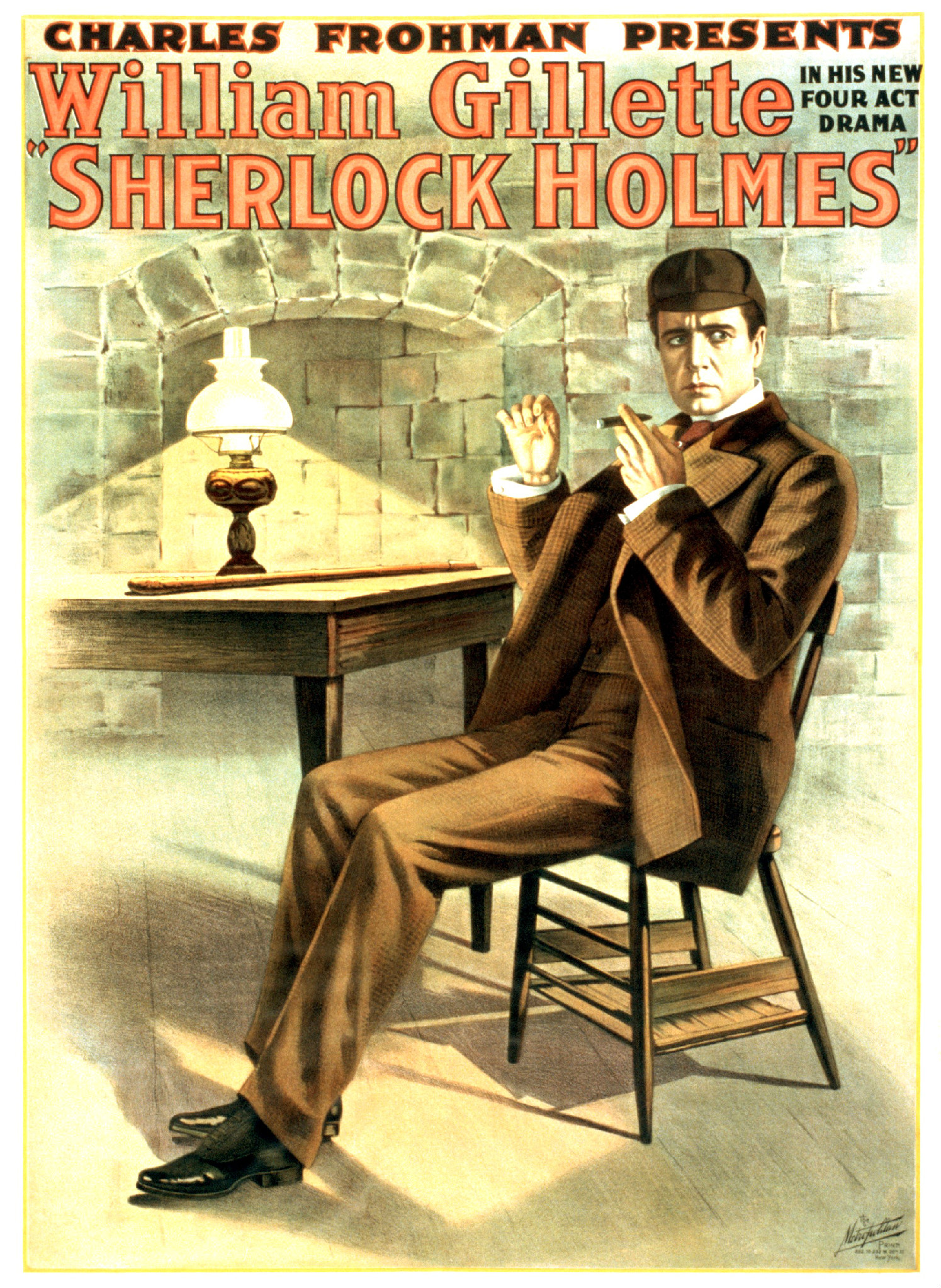
1916年無聲電影《歇洛克·福爾摩斯》海報。

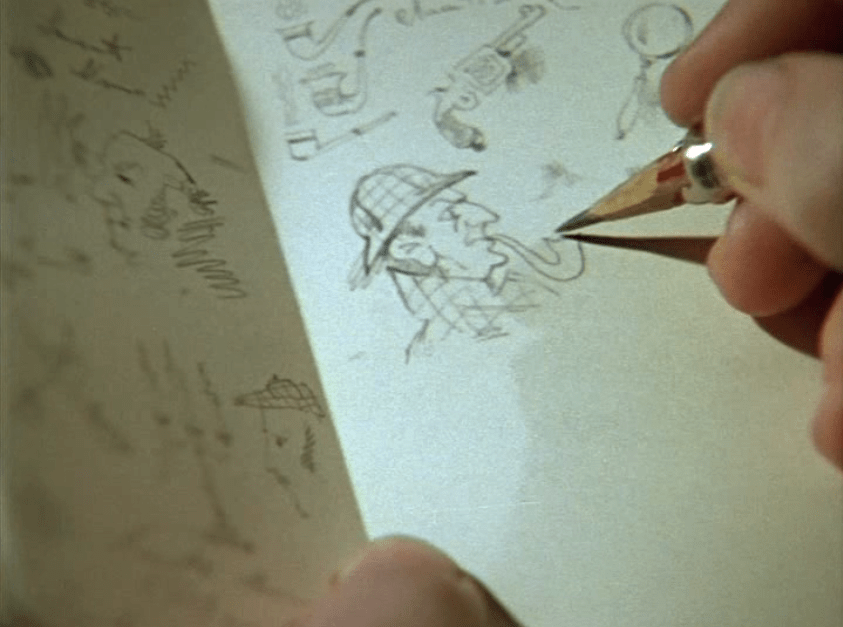
歇洛克·福尔摩斯。

- 1916年無聲電影《夏洛克·福爾摩斯（英语：Sherlock Holmes (1916 film)）》中，福尔摩斯由美國演員William Gillette扮演，這亦是福爾摩斯早期的銀幕形象之一。William Gillette也曾多次在舞台劇中飾演福尔摩斯[78]。
- 1939年，美国二十世纪福克斯公司拍摄了《巴斯克维尔的猎犬》，在世界範圍內產生巨大影響，同年他們又推出了鬆散改編自吉列特的舞臺劇的《福爾摩斯歷險記》。
- 1942-1946年，美國環球電影公司製作了12部福爾摩斯系列電影，歇洛克·福爾摩斯仍由扮演，故事將時代設置到拍攝時期，並合理現代化原小說的故事，雖然有着環球電影公司同期B級電影的風格，仍然受到當代與後代福爾摩斯迷的推崇。
- 1994年，中国大陆电影《福尔摩斯与中国女侠》，主演：范艾理（美国），秀兰丽梅。
- 2002年，名偵探柯南劇場版：《貝克街的亡靈》，劇情裡有個叫做《繭》的人工智慧遊戲軟體，裡面有一個以19世紀末的倫敦為舞臺的遊戲。是向福尔摩斯这一虚构人物的致敬之作。
- 2009年的和2011年的续作，由執導，（福爾摩斯）及（華生醫生）主演。
- 2015年《福爾摩斯先生》，由比爾·坎登執導，根據米基·卡倫的2005年小說《心靈詭計》和虛構人物夏洛克·福爾摩斯作改編。由伊恩·麥克連飾演93歲的老年福爾摩斯[78]。
- 2018年《糯爾摩斯》，美國製作的動畫，由強尼·戴普聲演。
- 2018年《福爾摩濕與滑生》，由威爾·法洛主演。
- 2019年《大偵探福爾摩斯：逃獄大追捕》，香港製作的動畫，由黃啟昌聲演。
- 2020年Netflix改編小說天才少女福爾摩斯，由亨利·卡維爾飾演歇洛克·福爾摩斯。

#### 电视剧
- 有各国的演员饰演过福尔摩斯这一角色，美國演員是最早、最有影响力的福尔摩斯扮演者之一，他在主演了15部福尔摩斯电影，錄製了大量广播剧（1939年至1986年），以及參演福爾摩斯的舞臺劇（其中一部由他夫人編劇）以外，還在美國哥伦比亚广播公司的系列電視劇集《懸疑》中飾演福爾摩斯。
- 经典剧集是1984年开始在英國首播的電視劇《福爾摩斯探案》系列，由傑瑞米·布雷特饰演福尔摩斯。對於此角色的詮釋方式，布雷特的名言是「Do The Doyle」（「忠於道尔」），演出期間布雷特和他喜愛的前輩艾利·諾伍德及彼得·庫辛一樣，時時刻刻带著原著小說研究，所以至今仍受大量福尔摩斯迷所爱戴。傑瑞米·布雷特更是所有福尔摩斯的扮演者當中，最受观众肯定的演員之一。他在格兰纳达电视製作公司 (iTV Granada) 拍摄的該系列影集中演出了41集。他本人則於1995年死于心脏衰竭，终年62岁。
- 2010年7月25日，BBC Wales推出了一季三集的迷你影集《新世紀福爾摩斯》，夏洛克（姓“福爾摩斯”）由新生影星飾演，约翰則由喜劇演員飾演。該劇设置在21世紀的現代英國，展現了編劇眼中的福爾摩斯；劇中的福爾摩斯利用各種高科技手法來輔助破案，還開辦了自己的個人網站[78][79]。由於推出之後廣受觀衆好評，该剧第二季于2012年1月1日播出，第三季于2014年1月1日播出；2016年1月1日推出特別電影版，2017年1月1日播出第四季。
- 美國哥伦比亚广播公司对原小说进行现代化改编拍有（或译作《美版福尔摩斯》），并于2012年9月播出第一季，和他們1987年的《福爾摩斯與華生小姐》一樣，在現代視角下再現原作故事的元素。
- 美國2021年Netflix推出一季8集貝克街游擊隊，由Henry Lloyd-Hughes飾演歇洛克·福爾摩斯。

#### 廣播劇
- 台灣中國廣播公司1990-1991年間深夜12點至1點播出《福爾摩斯探案》，由杜滿生、李若梅等人配音。

#### 動畫
- 1984年至1985年之前，日本朝日電視台播出一套26話的擬人化狗的動畫影集《名偵探福爾摩斯》
- 1986年美国迪士尼动画电影《妙妙探》，主角巴斯尔（Basil）是一只住在福尔摩斯家地窖里的鼠界神探。
- 《布雷斯塔警長》：美國動畫影集，在53和54集中，敘述福爾摩斯和莫雷亞蒂教授決鬥後被冰封沉睡，直到23世紀才醒來，與主角布雷斯塔警長一起解決當時發生的案件。
- 《名偵探柯南》：其本身便融合許多福爾摩斯的元素，從角色、地名到故事等，都有取材自福爾摩斯的故事。最為人所知的例子便是「江戶川柯南」一化名，是工藤新一縮小後為向女友毛利蘭自我介紹，即興融合「江戶川亂步」與「柯南道爾」兩詞。特別篇《福爾摩斯的默示錄》引用了大量的福爾摩斯名言，並作為案件中的破案關鍵。
- 1999年艾美奖最杰出动画片奖获奖系列美國动画片《福尔摩斯在22世纪》，由Paul Quinn导演，讲述福尔摩斯在22世纪复活并与莫里亚蒂教授斗智斗勇的系列故事。
- 2020年開播的日本動畫《憂國的莫里亞蒂》中作為主要人物登場。
- 2021年開播的日本動畫《魯邦三世 PART6 》作為本作角色登場人物。
- 2023年開播的日本動畫《不死少女的謀殺鬧劇 》作為本作角色登場人物。
- 2023年開播的日本動畫《鴨乃橋論的禁忌推理 》的男主角-鴨乃橋論在設定上為福爾摩斯的後代子孫之一。

#### 遊戲
- 《夏洛克·福尔摩斯系列》：Frogwares以福尔摩斯为主角开发的系列冒险游戏。
- 《大逆轉裁判 -成步堂龍之介的冒險-》：福爾摩斯以大偵探的身份協助主角成步堂龍之介破解眾多案件，於續作《大逆轉裁判2 -成步堂龍之介的覺悟-》亦有登場。
- 《Fate/Grand Order》：作為5星Ruler實裝。配音：水島大宙

#### 歌曲
- 2006年台灣男歌手周杰倫創作歌曲《夜的第七章》致敬福爾摩斯，歌詞取材自福爾摩斯的探案作品。
- 2012年台灣男歌手蕭敬騰創作歌曲《福爾摩斯》，內容多在諷刺社會上的狗仔隊。

#### 廣告
- 2015年台灣來一客微温劇場《福爾摩斯式的愛情》，由葉星辰主演。

### 版權問題
柯南·道爾作品的版權在英國、加拿大及澳大利亞於1980年底到期，距柯南·道爾去世五十年之後。在英國，由於新條文調和英國法律與歐盟法律，版權於1996年復活，並於2000年底（柯南·道爾去世七十年後）再次到期。作者的作品現已在這些國家公有領域。
在美國，所有1923年前發表的作品於1998年進入公有領域，但由於十篇歇洛克·福尔摩斯故事在此日期之後發表，柯南·道爾遺產主張歇洛克·福尔摩斯及華生整體角色仍受版權保護。2013年，Leslie S. Klinger（律師及《新註解福爾摩斯》編輯）起訴柯南·道爾遺產，旨在美國將歇洛克·福尔摩斯與華生角色宣布為公有領域。克林格勝訴：結果當時在美國仍受版權保護的故事僅剩《福爾摩斯案件簿》中除「馬札林石之謎」和「索爾橋問題」外的十篇故事。
2020年，儘管美國法院判決及時間流逝導致多數歇洛克·福尔摩斯故事和角色在該國成為公有領域，柯南·道爾遺產仍對電影《伊諾拉·福爾摩斯》中歇洛克·福尔摩斯的使用提出法律異議，並在美國提起訴訟。柯南·道爾遺產指控該片中歇洛克·福尔摩斯展現了僅在仍受版權保護的故事中所出現的新情感特質，例如「感情更為豐富」、「與兄妹關係更親密」等，因此侵犯了他們的版權。
2022年1月1日，根據美國法律，《福爾摩斯案件簿》中所有故事正式進入美國的公有領域。至此，歇洛克·福尔摩斯與約翰·華生的角色及其所有敘述素材也完全成為公有財产。

## 更多阅读
- 李歐梵：〈福爾摩斯在中國 （页面存档备份，存于）〉。
- Accardo, Pasquale J. . Madison, NJ: Fairleigh Dickinson University Press. 1987. ISBN 0-517-50291-7.
- Baring-Gould, William. . New York: Clarkson N. Potter. 1967. ISBN 0-517-50291-7.
- Baring-Gould, William. . New York: Clarkson N. Potter. 1962. OCLC 63103488.
- Blakeney, T.S. . London: Prentice Hall & IBD. 1994. ISBN 1-883402-10-7.
- Bradley, Alan. . Alberta: University of Alberta Press. 2004. ISBN 0-88864-415-9.
- Campbell, Mark. . London: Pocket Essentials. 2007. ISBN 978-0-470-12823-7.
- Dakin, David. . Newton Abbot: David & Charles. 1972. ISBN 0-7153-5493-0.
- Duncan, Alistair. . London: MX Publishing. 2008. ISBN 978-1-904312-31-4.
- Duncan, Alistair. . London: MX Publishing. 2009. ISBN 978-1-904312-50-5.
- Duncan, Alistair. . London: MX Publishing. 2010. ISBN 978-1-904312-69-7.
- Fenoli Marc, Qui a tué Sherlock Holmes ? [Who shot Sherlock Holmes ?], Review L'Alpe 45, Glénat-Musée Dauphinois, Grenoble-France, 2009. ISBN 978-2-7234-6902-9
- Green, Richard Lancelyn. . Iowa City: University of Iowa Press. 1987. ISBN 0-87745-161-3.
- Hall, Trevor. . London: Duckworth. 1969. ISBN 0-7156-0469-4.
- Hall, Trevor. . New York: St Martin's Press. 1977. ISBN 0-312-71719-9.
- Hammer, David. . London: Wessex Pr. 1995. ISBN 0-938501-21-6.
- Harrison, Michael. . London: Frederick Muller Ltd. 1973.
- Jones, Kelvin. . Sittingborne, Kent: Meresborough Books. 1987. ISBN 0-948193-25-5.
- Keating, H. R. F. . Edison, NJ: Castle. 2006. ISBN 0-7858-2112-0.
- Kestner, Joseph. . Farnham: Ashgate. 1997. ISBN 1-85928-394-2.
- King, Joseph A. . Lanham, US: Scarecrow Press. 1996. ISBN 0-8108-3180-5.
- Klinger, Leslie. . New York: W.W. Norton. 2005. ISBN 0-393-05916-2.
- Klinger, Leslie. . Indianapolis: Gasogene Books. 1998. ISBN 0-938501-26-7.
- Lester, Paul. . Studley, Warwickshire: Brewin Books. 1992. ISBN 0-947731-85-7.
- Lieboe, Eli. Doctor Joe Bell: Model for Sherlock Holmes. Bowling Green, Ohio: Bowling Green University Popular Press, 1982; Madison, Wisconsin: University of Wisconsin Press, 2007. ISBN 978-0-87972-198-5
- Mitchelson, Austin. . Romford: Ian Henry Publications Ltd. 1994. ISBN 0-8021-4325-3.
- Payne, David S. . Bloomington, Ind: Gaslight's Publications. 1992. ISBN 0-934468-29-X.
- Redmond, Christopher. . London: Players Press. 1987. ISBN 0-8021-4325-3.
- Redmond, Donald. . Quebec: McGill-Queen's University Press. 1983. ISBN 0-7735-0391-9.
- Rennison, Nick. . London: Grove Press. 2007. ISBN 978-0-8021-4325-9.
- Richards, Anthony John. . London: Irregulars Special Press. 1998. ISBN 0-7607-7156-1.
- Riley, Dick. . New York: Barnes & Noble Books. 2005. ISBN 0-7607-7156-1.
- Riley, Peter. . London: P.&D. Riley. 2005. ISBN 978-1-874712-78-7.
- Roy, Pinaki（Department of English, Malda College）. . New Delhi: Sarup and Sons. 2008. ISBN 978-81-7625-849-4.
- Sebeok, Thomas; Umiker-Sebeok, Jean. . Eco, Umberto; Sebeok, Thomas  (编). . Bloomington, IN: History Workshop, Indiana University Press. 1984: 11–54  [2014-01-16]. ISBN 978-0-253-35235-4. OCLC 9412985. （原始内容存档于2021-02-11）. Previously published as chapter 2, pp. 17–52 of Sebeok, Thomas. . Bloomington, IN: Indiana University Press. 1981. ISBN 978-0-253-39994-6. LCCN 80008846. OCLC 7275523.
- Shaw, John B. . London: Pavillion Books. 1995. ISBN 1-85793-502-0.
- Smith, Daniel. . London: Aurum Press. 2009. ISBN 978-1-84513-458-7.
- Starrett, Vincent. . London: Prentice Hall & IBD. 1993. ISBN 978-1-883402-05-1.
- Tracy, Jack. . London: Crescent Books. 1988. ISBN 0-517-65444-X.
- Tracy, Jack. . Bloomington, Ind.: Gaslight Publications. 1996. ISBN 0-934468-25-7.
- Tracy, Jack; Jim Berkey. . Paperback (Bloomington, Ind.: Gaslight Pubns). 1978-06-01: 94 pages. ISBN 0-934468-25-7 （英语）.  isbn 978-093-446-825-1
- Wagner, E.J. . Torino: Bollati Boringheri. 2007. ISBN 978-0-470-12823-7.
- Weller, Philip. . Simsbury: Bracken Books. 1993. ISBN 1-85891-106-0.
- Wexler, Bruce. . London: Running Press. 2008. ISBN 978-0-7624-3252-3.
- Schaffer, Bernard. . Paperback (CreateSpace Independent Publishing Platform). 2011-06-23. ISBN 978-1-494-40643-1 （英语）.
- Thomas Bruce Wheeler. . Andrews UK Limited. 2011-09-27: 472pages. ISBN 978-178-092-210-2 （英语）.
- Yuichi Hirayama. . Andrews UK Limited. 2013-05-20: 252pages. ISBN 978-178-092-382-6 （英语）.